# Internationale Rotkreuz- und Rothalbmond-Bewegung

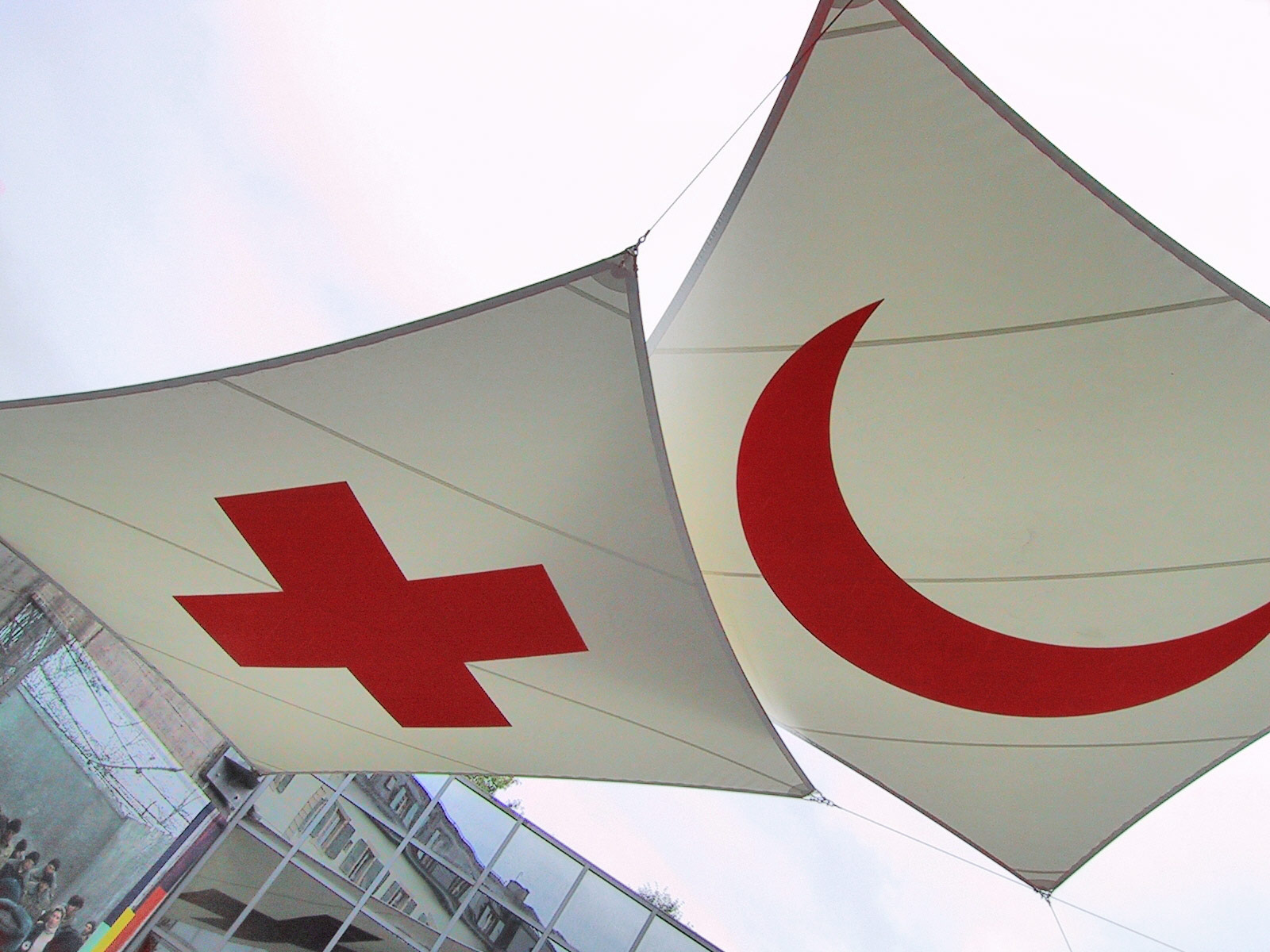
Die namensgebenden Symbole der Bewegung – das Rote Kreuz und der Rote Halbmond auf weißem Hintergrund

Die Internationale Rotkreuz- und Rothalbmond-Bewegung umfasst das Internationale Komitee vom Roten Kreuz (IKRK) (englisch offiziell International Committee of the Red Cross (ICRC)), die Internationale Föderation der Rotkreuz- und Rothalbmond-Gesellschaften (englisch offiziell International Federation of Red Cross and Red Crescent Societies (IFRC)) sowie die nationalen Rotkreuz- und Rothalbmond-Gesellschaften. Das IKRK und die Internationale Föderation sind voneinander organisatorisch und rechtlich unabhängig und innerhalb der Bewegung durch gemeinsame Grundsätze, Ziele und Symbole miteinander verbunden. Als Föderation der nationalen Rotkreuz- und Rothalbmond-Gesellschaften wird die Internationale Föderation der Rotkreuz- und Rothalbmond-Gesellschaften von den 191 Mitgliedsorganisationen gesteuert und ist nicht von ihnen unabhängig. Die weltweit gleichermaßen geltende Mission der Bewegung – unabhängig von staatlichen Institutionen und auf der Basis freiwilliger Hilfe – sind der Schutz des Lebens, der Gesundheit und der Würde sowie die Verminderung des Leids von Menschen in Not ohne Ansehen von Nationalität und Abstammung oder religiösen, weltanschaulichen oder politischen Ansichten der Betroffenen und Hilfeleistenden.
Das auf Anregung von Henry Dunant 1863 gegründete Internationale Komitee vom Roten Kreuz (IKRK) besteht aus bis zu 25 Schweizer Staatsbürgern, ist die älteste internationale medizinische Hilfsorganisation und die einzige Organisation, die im humanitären Völkerrecht erfasst und als dessen Kontrollorgan genannt ist. Es ist die älteste Organisation der Bewegung und neben dem Heiligen Stuhl sowie dem Souveränen Malteser-Ritterorden eines der wenigen originären nichtstaatlichen Völkerrechtssubjekte. Seine ausschließlich humanitäre Mission ist, basierend auf den Prinzipien der Unparteilichkeit, Neutralität und Unabhängigkeit, der Schutz des Lebens und der Würde der Opfer von Kriegen und innerstaatlichen Konflikten.
Die Internationale Föderation der Rotkreuz- und Rothalbmond-Gesellschaften, Nachfolgeorganisation der 1919 entstandenen Liga der Rotkreuz-Gesellschaften, koordiniert innerhalb der Bewegung die Kooperation zwischen den nationalen Rotkreuz- und Rothalbmond-Gesellschaften und leistet Unterstützung beim Aufbau neuer nationaler Gesellschaften. Auf internationaler Ebene leitet und organisiert sie, in Zusammenarbeit mit den nationalen Gesellschaften, Hilfsmissionen nach nicht kriegsbedingten Notsituationen wie zum Beispiel Naturkatastrophen und Epidemien.
Die nationalen Rotkreuz- und Rothalbmond-Gesellschaften sind Organisationen in fast allen Ländern der Welt, die jeweils in ihrem Heimatland im Sinne des humanitären Völkerrechts sowie der Statuten der Internationalen Bewegung tätig sind und die Arbeit des IKRK sowie der Föderation unterstützen. Ihre wichtigsten Aufgaben in ihren Heimatländern sind die Katastrophenhilfe und die Verbreitung der Genfer Konventionen. Im Rahmen ihrer Möglichkeiten können sie darüber hinaus weitere soziale und humanitäre Aufgaben wahrnehmen, die nicht unmittelbar durch völkerrechtliche Bestimmungen oder die Prinzipien der Bewegung vorgegeben sind. Hierzu zählen in vielen Ländern beispielsweise das Blutspendewesen und der Rettungsdienst sowie die Altenpflege und andere Bereiche der Sozialarbeit.
Von der Gründung im Jahr 1928 als Dachorganisation des IKRK und der Föderation bis zur Umbenennung 1986 lautete der offizielle Name der Bewegung Internationales Rotes Kreuz. Diese bis in die Gegenwart weit verbreitete Bezeichnung und die daraus resultierende Abkürzung IRK sollten jedoch nach Möglichkeit nicht mehr verwendet werden, da sie zu Problemen bei der Unterscheidung zwischen dem IKRK und der Föderation in der öffentlichen Wahrnehmung führen können.

## Geschichte

### Das Internationale Komitee vom Roten Kreuz (IKRK)

#### Solferino, Henry Dunant und die Gründung des IKRK

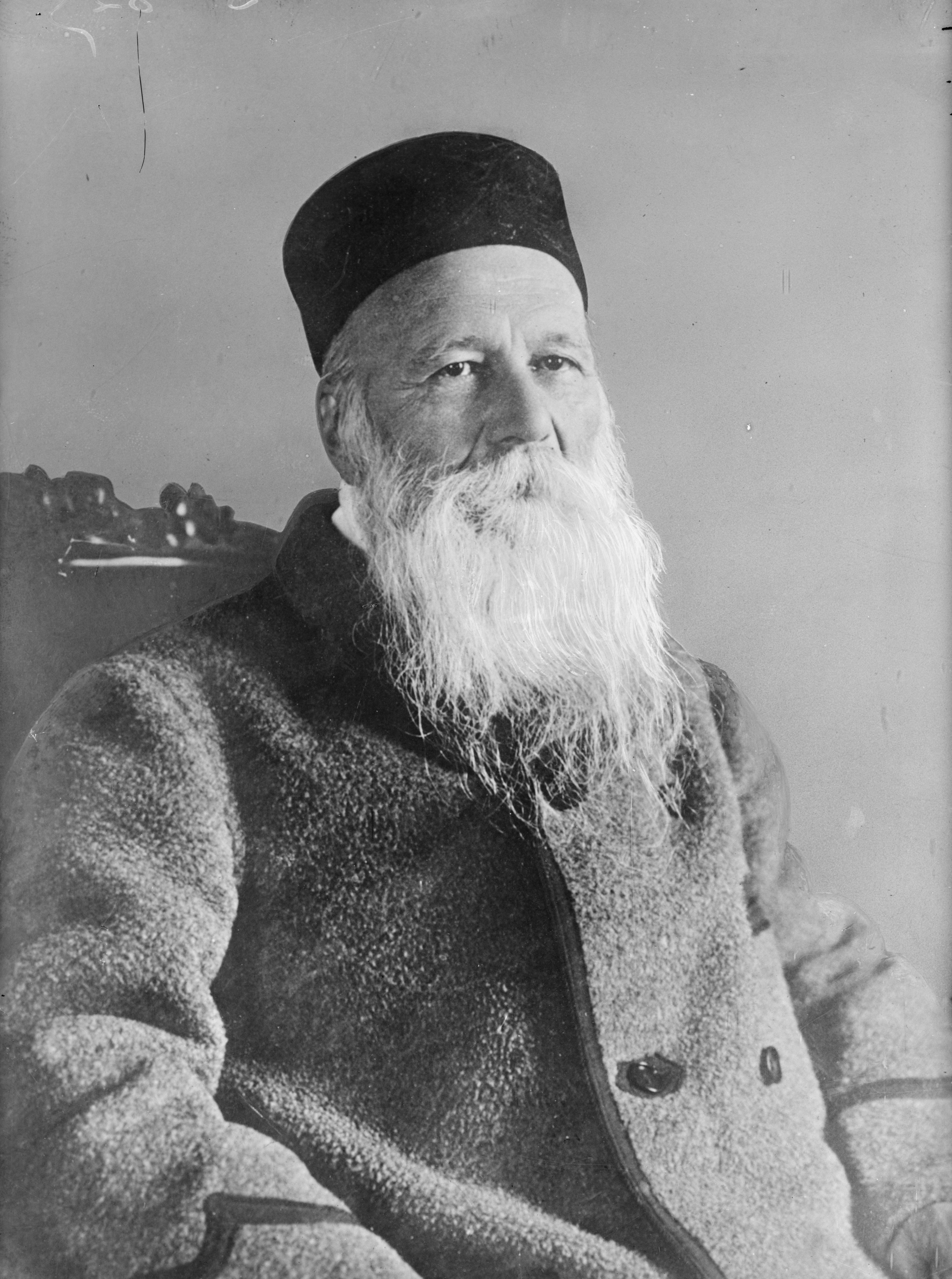
Henry Dunant, Autor von Eine Erinnerung an Solferino

Bis in die Mitte des 19. Jahrhunderts gab es keine auch nur annähernd systematische Kriegskrankenpflege, keine gesicherten Einrichtungen zur Unterbringung und Behandlung von Verwundeten, geschweige denn eine Vorsorge durch Bereitstellung von Hilfskräften in ausreichender Zahl und mit angemessener Ausrüstung und Ausbildung. Im Jahre 1859 reiste der Schweizer Geschäftsmann Henry Dunant nach Italien, um dort mit dem französischen Kaiser Napoléon III. über seine Probleme beim Erhalt von Landkonzessionen im französisch besetzten Algerien zu sprechen. Dabei wurde er am 24. Juni 1859 in der Nähe des kleinen Ortes Solferino Zeuge der Schlacht von Solferino und San Martino, in deren Verlauf an einem einzigen Tag rund 6.000 Soldaten getötet und etwa 25.000 verwundet wurden. Die völlig unzureichende medizinische Versorgung und Betreuung sowie das Leid der verwundeten Soldaten entsetzten ihn so sehr, dass er den ursprünglichen Zweck seiner Reise völlig vergaß und sich mehrere Tage lang der Versorgung der Verwundeten sowie der Organisation von Hilfsmaßnahmen widmete. Unter dem Eindruck dieser Erlebnisse schrieb er ein Buch, das er 1862 unter dem Titel Eine Erinnerung an Solferino auf eigene Kosten veröffentlichte und an führende politische und militärische Persönlichkeiten in ganz Europa verschickte. Neben einer sehr eindringlichen Schilderung dessen, was er 1859 erlebt hatte, regte er in diesem Buch die Bildung von freiwilligen Hilfsorganisationen an, die sich in Friedenszeiten auf Hilfe für Verwundete im Krieg vorbereiten sollten. Des Weiteren forderte er den Abschluss von Verträgen, in denen die Neutralität und der Schutz der Kriegsverwundeten und der sie versorgenden Personen sowie aller für sie getroffenen Einrichtungen gesichert werden sollte.

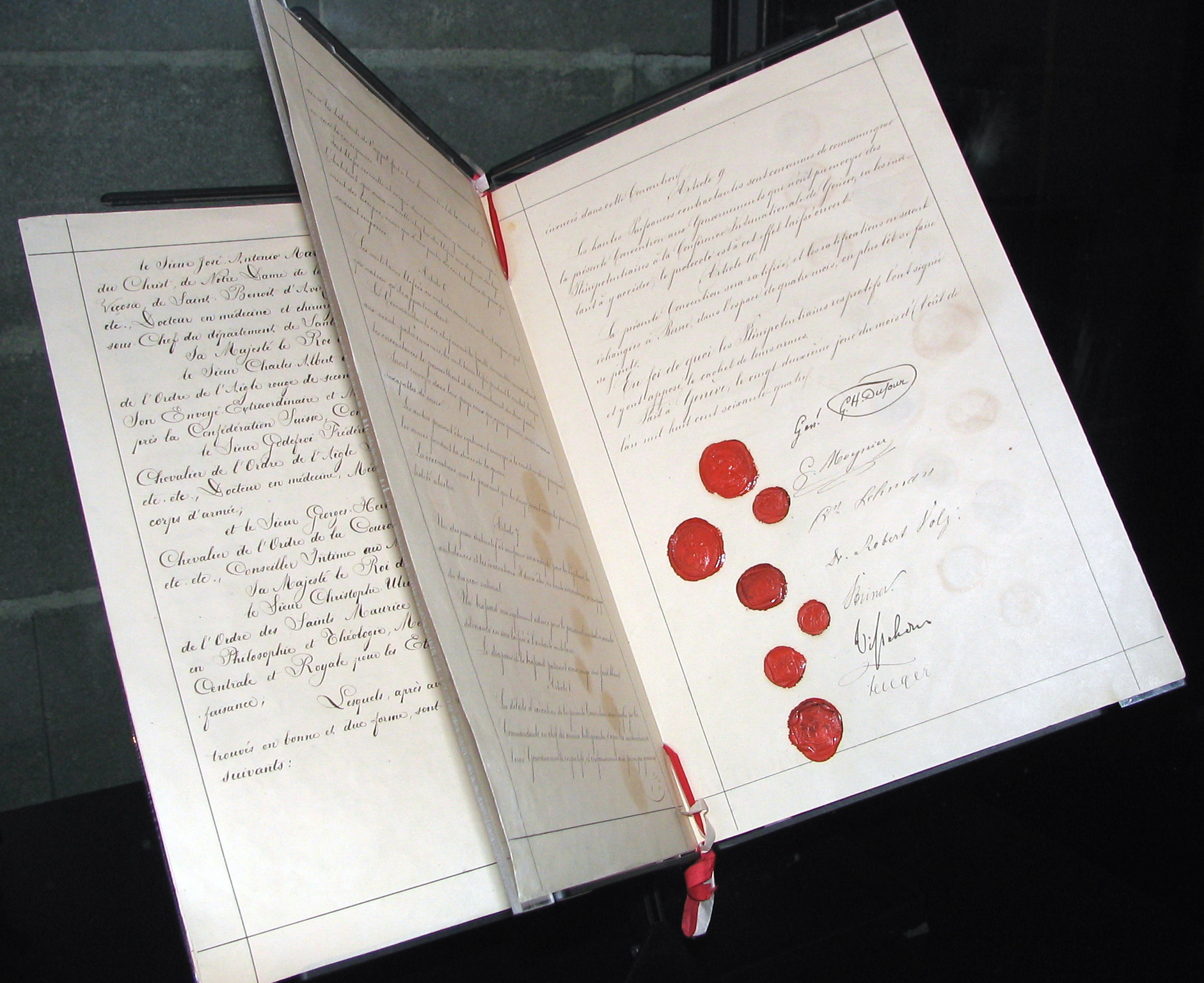
Originaldokument der ersten Genfer Konvention, 1864

In seiner Heimatstadt Genf gründete Henry Dunant am 9. Februar 1863 mit vier weiteren Bürgern – dem Juristen Gustave Moynier, den Ärzten Louis Appia und Théodore Maunoir sowie dem Armeegeneral Guillaume-Henri Dufour – als Kommission der Genfer Gemeinnützigen Gesellschaft ein Komitee der Fünf zur Vorbereitung einer internationalen Konferenz zur Umsetzung seiner Ideen. Bereits acht Tage später beschlossen die fünf Gründungsmitglieder die Umbenennung der Kommission in Internationales Komitee der Hilfsgesellschaften für die Verwundetenpflege. Vom 26. bis zum 29. Oktober des gleichen Jahres fand auf Anregung des Komitees eine Internationale Konferenz in Genf statt, „die über die Mittel beraten soll, mit denen man der Unzulänglichkeit der Sanitätsdienste im Felde abhelfen könnte“. Insgesamt 36 Personen nahmen an dieser Konferenz teil, und zwar 18 offizielle Delegierte von Regierungen ihrer jeweiligen Länder, sechs Delegierte verschiedener Vereine und Verbände, sieben nicht offizielle ausländische Teilnehmer und die fünf Mitglieder des Internationalen Komitees. Die auf dieser Konferenz durch offizielle Delegierte vertretenen Länder waren Baden, Bayern, Frankreich, Großbritannien, Hannover, Hessen-Darmstadt, Italien, Niederlande, Österreich, Preußen, Russland, Sachsen, Schweden und Spanien. Zu den Beschlüssen und Forderungen dieser Konferenz, die am 29. Oktober 1863 in Form von Resolutionen angenommen wurden, zählten unter anderem:
- die Gründung nationaler Hilfsgesellschaften für Kriegsverwundete
- die Neutralität der Verwundeten
- die Entsendung freiwilliger Pflegekräfte für Hilfeleistungen auf das Schlachtfeld
- die Organisation und Durchführung weiterer internationaler Konferenzen
- die Einführung eines Kenn- und Schutzzeichens in Form einer weißen Armbinde mit rotem Kreuz

Im November 1863 wurde mit dem Württembergischen Sanitätsverein in Stuttgart die erste nationale Gesellschaft gegründet, kurz danach gefolgt vom Verein zur Pflege verwundeter Krieger im Großherzogtum Oldenburg und weiteren 1864 gegründeten Gesellschaften in Belgien, Preußen, Dänemark, Frankreich und Spanien.

#### 1864 bis 1914

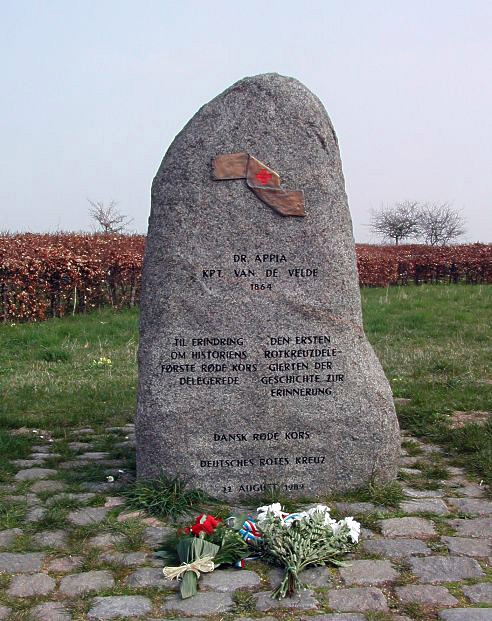
Gedenkstein zum ersten Einsatz des Roten Kreuzes bei der Schlacht an den Düppeler Schanzen 1864

Ihre erste Bewährungsprobe erlebte die Organisation im Deutsch-Dänischen Krieg: Am 16. April 1864 nahmen an den Düppeler Schanzen erstmals Hilfskräfte und, mit Louis Appia und dem holländischen Hauptmann Charles van de Velde, auch offizielle Delegierte unter dem Zeichen des Roten Kreuzes an einem Krieg teil. Bereits gut zwei Monate zuvor war nach der Schlacht von Oeversee das erste Feldlazarett unter dem Banner des Roten Kreuzes aufgeschlagen worden.
Zum 8. August 1864 lud die Schweizer Regierung auf Anregung des Genfer Komitees zu einer internationalen Konferenz zwecks einer Konvention zugunsten verwundeter Soldaten im Feld ein. Alle europäischen Länder sowie die Vereinigten Staaten von Amerika, Brasilien und Mexiko waren eingeladen, und 26 Delegierte von 16 Staaten nahmen teil. Am 22. August 1864 unterzeichneten Vertreter von 12 Staaten – Baden, Belgien, Dänemark, Frankreich, Hessen, Italien, den Niederlanden, Portugal, Preußen, Spanien, der Schweiz und Württemberg – zum Abschluss dieser Konferenz die Konvention zur Besserung des Loses verwundeter Soldaten von Armeen im Feld, im Original französisch Convention pour l'amélioration du sort des Militaires blessés dans les armées en campagne. Diese erste Genfer Konvention legte in zehn Artikeln insbesondere fest, inwieweit Krankenwagen und Krankenhäuser als neutral anzuerkennen und zu schützen sind, dass in ihnen Beschäftigte als neutral gelten und freies Geleit haben, verwundete oder kranke Soldaten gleich welcher Nation geborgen und versorgt werden, für Evakuierungen absolute Neutralität gilt, und Evakuierungen sowie Krankenwagen und Krankenhäuser durch Flaggen mit rotem Kreuz auf weißem Grund gekennzeichnet werden. Artikel 1 dieser Konvention legte fest, dass nicht von Militär bewachte Krankenwagen und Militärkrankenhäuser als neutral respektiert und von allen Kriegsparteien geschützt werden, solange sich Kranke oder Verletzte in ihnen befinden.
1866 wurde das Rote Kreuz auf dem Schlachtfeld bei Langensalza aktiv.
Im Jahr 1867 fand unter Beteiligung von Vertretern von neun Regierungen, 16 nationalen Rotkreuzgesellschaften und des Internationalen Komitees die erste Internationale Rotkreuzkonferenz statt. Im gleichen Jahr musste Henry Dunant aufgrund des desolaten Verlaufs seiner Geschäfte in Algerien seinen Bankrott erklären und Genf verlassen. Nachdem Gustave Moynier bereits 1864 den Vorsitz des Internationalen Komitees übernommen hatte, wurde Henry Dunant nun auch vollständig aus dem Komitee ausgeschlossen. In den folgenden Jahren kam es in nahezu allen Ländern Europas zur Gründung von nationalen Rotkreuz-Gesellschaften.
Der Deutsch-Französische Krieg 1870/71 demonstrierte eindrücklich deren Notwendigkeit. Preußen verfügte über eine gut mit Personal und Material ausgestattete Rotkreuz-Gesellschaft, die organisatorisch eng mit dem preußischen Heer zusammenarbeitete. Aufgrund dessen lag die Zahl der preußischen Soldaten, die an Krankheit oder Verwundung starben, unter der Zahl der im Feld Gefallenen. Auf der anderen Seite verfügte Frankreich nur über eine unzureichend vorbereitete Rotkreuz-Gesellschaft, was zur Folge hatte, dass auf französischer Seite die Zahl der durch Krankheit oder Verwundung verstorbenen Soldaten dreimal höher war als die Zahl der gefallenen Soldaten.
Die im Februar 1871 abgedrängte französische Ostarmee wurde von der Schweiz interniert. Die Internierung, Verpflegung und medizinische Betreuung der 87.000 Soldaten der «Bourbaki-Armee» trug zum Selbstbewusstsein und zur Identitätsfindung des jungen Schweizer Bundesstaates bei. Der Krieg war auch eine Bewährungsprobe für das 1864 gegründete Internationale Komitee der Hilfsgesellschaften für die Verwundetenpflege, das über wenige finanzielle Mittel verfügte, aber auf viele Freiwillige zählen konnte.

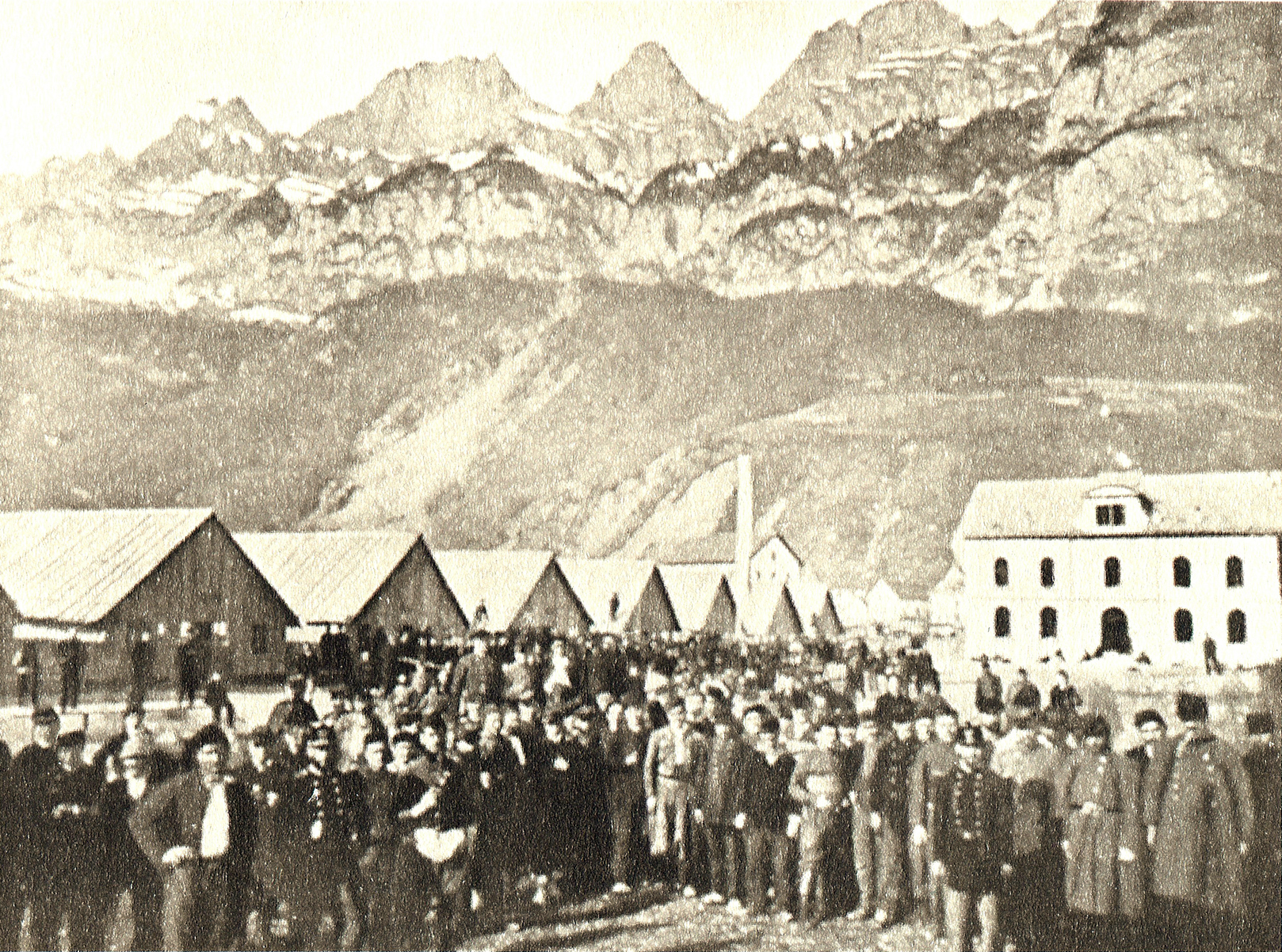
Französische Internierte in Walenstadt, Schweiz

In diesem Krieg beteiligten sich auch erstmals andere Rotkreuz-Gesellschaften wie die Russlands, der Schweiz, Irlands und Luxemburgs durch die Entsendung von Ärzten und Sanitätern in größerem Umfang an der sanitätsdienstlichen Versorgung. Clara Barton, die spätere Gründerin des Amerikanischen Roten Kreuzes, erhielt für ihren Einsatz in diesem Krieg von Kaiser Wilhelm I. das Eiserne Kreuz verliehen. In der Folge des Krieges fand die für 1873 in Wien geplante Internationale Rotkreuzkonferenz nicht statt, und erst 1888 kam es in Genf wieder zu einer solchen Konferenz.
1876 bekam das Internationale Komitee den noch heute gültigen Namen Internationales Komitee vom Roten Kreuz (franz. Comité international de la Croix-Rouge, CICR – engl. International Committee of the Red Cross, ICRC). Zwei Jahre später kam es erstmals zu Hilfsaktionen des IKRK und einiger nationaler Rotkreuz-Gesellschaften zugunsten von Zivilisten, als die erst kurz zuvor gegründete Türkische Rothalbmond-Gesellschaft zum Ende der Balkankrise im Jahr 1878 einen Aufruf zur Unterstützung bei der Versorgung von Flüchtlingen an das Komitee richtete. Drei Jahre später wurde in den Vereinigten Staaten von Amerika auf Initiative von Clara Barton das Amerikanische Rote Kreuz gegründet. Während des Spanisch-Amerikanischen Krieges 1898 wurden mit den drei Schiffen Moynier, Red Cross und State of Texas erstmals Hospitalschiffe unter der Flagge des Roten Kreuzes in einem bewaffneten Konflikt zur See eingesetzt.
Bis zur Jahrhundertwende unterzeichneten immer mehr Staaten die Genfer Konvention und respektierten diese auch weitestgehend in kriegerischen Auseinandersetzungen. Im Jahr 1901 erhielt Henry Dunant, zusammen mit dem französischen Pazifisten Frédéric Passy, den erstmals verliehenen Friedensnobelpreis. Die Glückwünsche, die das Komitee anlässlich der Preisverleihung übermittelte, bedeuteten für ihn nach 34 Jahren die späte Rehabilitierung und ausdrückliche Anerkennung seiner Verdienste für die Entstehung des Roten Kreuzes. Neun Jahre später starb Henry Dunant, zwei Monate nach Gustave Moynier.
1906 wurde die Erste Genfer Konvention von 1864 erstmals überarbeitet. Unmittelbar vor dem Beginn des Ersten Weltkriegs im Jahr 1914, fünfzig Jahre nach der Annahme der Ersten Genfer Konvention, gab es 45 nationale Gesellschaften. Neben Gesellschaften in fast allen europäischen Ländern und den USA existierten weitere Gesellschaften unter anderem auch in Mittel- und Südamerika (Argentinien, Brasilien, Chile, Kuba, Mexiko, Peru, El Salvador, Uruguay, Venezuela), Asien (China, Japan, Korea, Siam) und Afrika (Republik Südafrika).

#### Das IKRK während des Ersten Weltkrieges

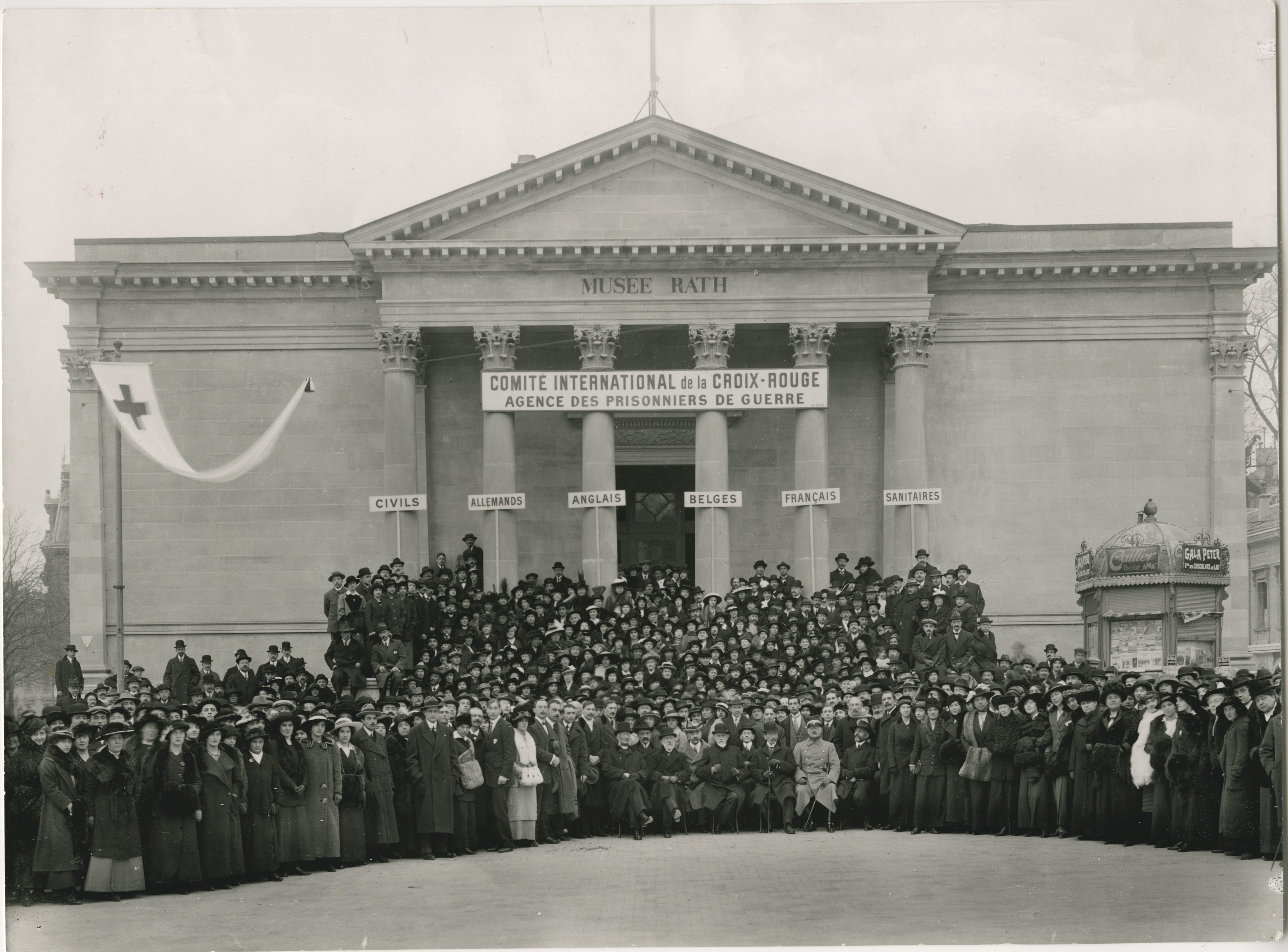
Gruppenfoto der Freiwilligen vor der Zentralstelle, zwischen 1916 und 1918 aufgenommen

Der Erste Weltkrieg stellte das IKRK vor große Herausforderungen, die es nur in Zusammenarbeit mit den nationalen Rotkreuz-Gesellschaften bewältigen konnte. Selbst aus den USA und Japan waren Rotkreuzschwestern zur Unterstützung der Sanitätsdienste der betroffenen europäischen Länder im Einsatz. Am 15. Oktober 1914, unmittelbar nach Kriegsbeginn, richtete das IKRK seine Internationale Zentralstelle für Kriegsgefangene ein, die Ende 1914 bereits rund 1.200 vorwiegend freiwillige Mitarbeiter beschäftigte, darunter als einer der ersten der französische Schriftsteller und Pazifist Romain Rolland. Als er den Nobelpreis für Literatur für 1915 erhielt, spendete er die Hälfte des Preisgeldes an die Zentralstelle. Ungefähr zwei Drittel der Freiwilligen waren indessen junge Frauen. Manche von ihnen – etwa Marguerite van Berchem, Marguerite Cramer und Suzanne Ferrière – stiegen dabei in leitende Positionen auf und trugen so dazu bei, der Gleichberechtigung von Frauen in einer Organisation den Weg zu ebnen, deren Führungsgremien bis dahin ausschließlich von Männern besetzt waren. 

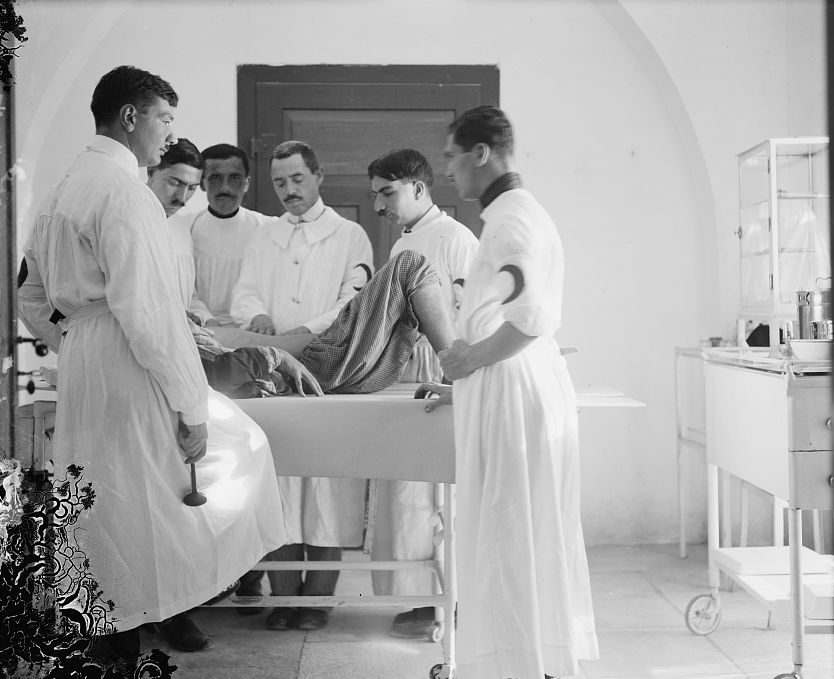
Ärzte des osmanischen roten Halbmondes behandeln einen verletzten Soldaten. (Jerusalem 1917)

Von 1916 bis 1919 war die Zentralstelle im Musée Rath untergebracht. Im Verlauf des gesamten Krieges übermittelte die Zentralstelle ca. 20 Millionen Briefe und Mitteilungen, fast 1,9 Millionen Pakete und Geldspenden in Höhe von ca. 18 Millionen Schweizer Franken an Kriegsgefangene aller beteiligten Staaten. Ferner kam es durch Vermittlung der Zentralstelle zum Austausch von ca. 200.000 Gefangenen. Die Kartei der Zentralstelle, die in den Jahren von 1914 bis 1923 entstand, enthält rund sieben Millionen Karteikarten. Sie führte in ca. zwei Millionen Fällen zur Identifizierung von Gefangenen und damit zu einem Kontakt zwischen den Gefangenen und ihren Angehörigen. Die gesamte Kartei kann heutzutage als Dauerleihgabe des IKRK im Internationalen Rotkreuz- und Rothalbmondmuseum in Genf besichtigt werden, wobei eine Einsichtnahme weiterhin dem IKRK vorbehalten bleibt.

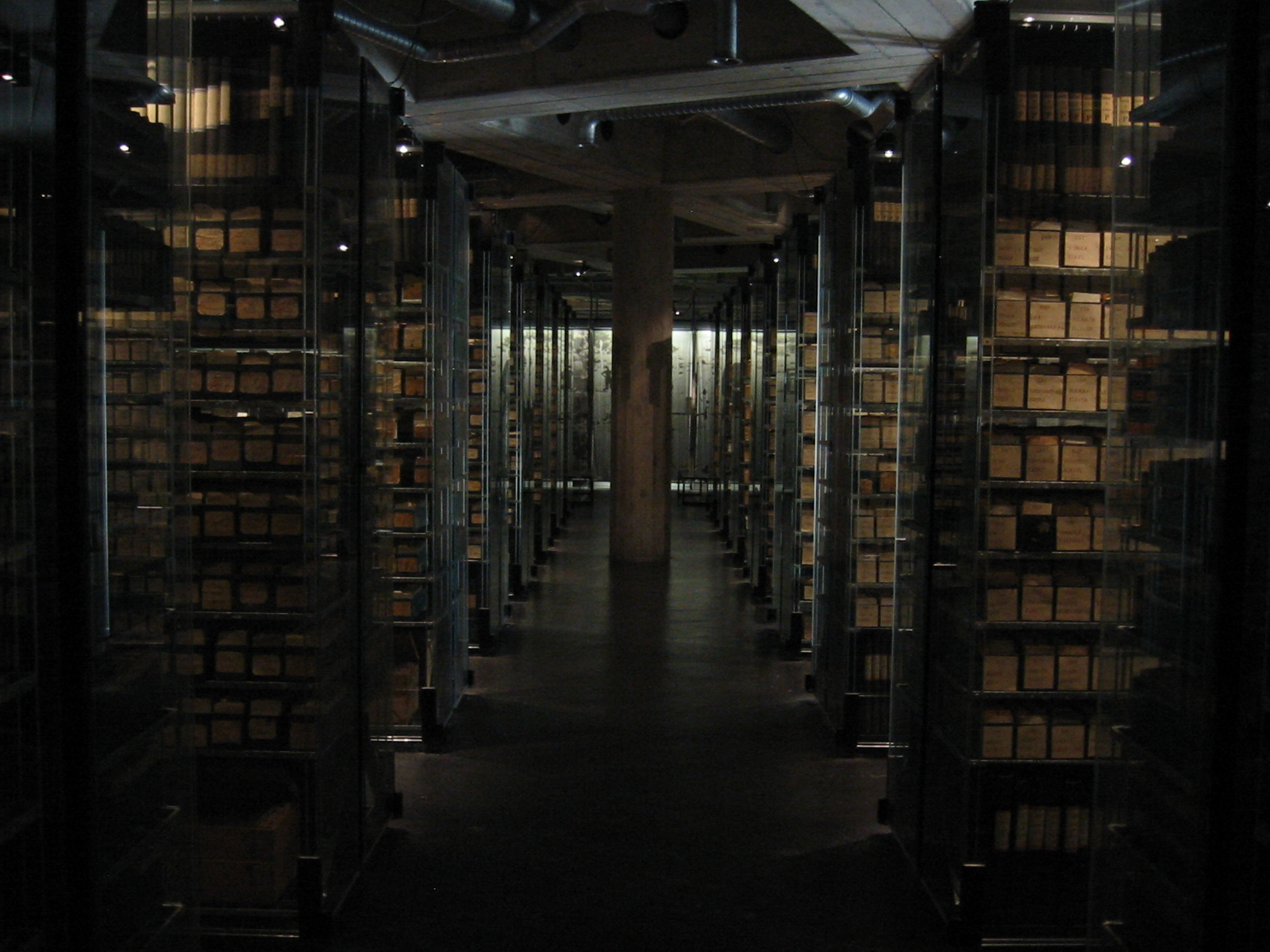
Die Kriegsgefangenenkartei des IKRK aus dem Ersten Weltkrieg im Internationalen Rotkreuz- und Rothalbmondmuseum

Das IKRK überwachte während des gesamten Krieges die Einhaltung der Genfer Konvention in der Fassung von 1906 und leitete Beschwerden über Verstöße an die beteiligten Staaten weiter. Des Weiteren protestierte das IKRK gegen die Verwendung von chemischen Kampfstoffen, die im Ersten Weltkrieg erstmals zum Einsatz kamen. Ohne Mandat durch die Genfer Konvention setzte sich das IKRK auch für die vom Krieg betroffene Zivilbevölkerung ein, insbesondere in besetzten Territorien, wo das IKRK auf die Haager Landkriegsordnung als rechtsverbindliche Vereinbarung zurückgreifen konnte. Ebenfalls basierend auf der Haager Landkriegsordnung waren die Aktivitäten des IKRK in Bezug auf Kriegsgefangene, wozu neben dem bereits beschriebenen Suchdienst und Informationsaustausch vor allem der Besuch von Kriegsgefangenenlagern gehörte. Insgesamt wurden im Kriegsverlauf 524 Lager in ganz Europa durch 41 Delegierte des IKRK besichtigt.
Zwischen 1916 und 1918 veröffentlichte das IKRK mehrere Ansichtskarten mit Motiven der von seinen Delegierten besuchten Lager. Dafür wurden Bilder ausgewählt, welche die Gefangenen bei alltäglichen Tätigkeiten wie zum Beispiel der Postverteilung zeigten. Ziel der Veröffentlichung dieser Karten war es, den Angehörigen der Gefangenen Hoffnung zu vermitteln und sie zu beruhigen. Nach Kriegsende organisierte das IKRK die Rückführung von ca. 420.000 Kriegsgefangenen in ihre Heimatländer. Für seine Aktivitäten während des Ersten Weltkriegs erhielt das IKRK 1917 den Friedensnobelpreis, den einzigen, der in den Kriegsjahren von 1914 bis 1918 vergeben wurde.
Die weitere Repatriierung der Gefangenen wurde ab 1920 vom neu gegründeten Völkerbund unter der Verantwortung seines Hochkommissars für die Heimschaffung der Kriegsgefangenen Fridtjof Nansen übernommen. Sein Mandat wurde später ausgeweitet auf die Unterstützung und Versorgung von Kriegsflüchtlingen und Vertriebenen. Zu seiner Unterstützung für diese Tätigkeiten wählte er zwei Delegierte des IKRK als seine Stellvertreter.
1923 entschied sich das Komitee, das seit der Gründung nur Genfer Bürgern die Mitgliedschaft gestattete, diese Festlegung zugunsten einer Einschränkung auf Schweizer Staatsangehörige aufzuheben.
Als direkte Folge des Ersten Weltkrieges im Hinblick auf das humanitäre Völkerrecht kam es durch das Genfer Protokoll von 1925 zum Verbot des Einsatzes von erstickenden und giftigen Gasen sowie bakteriellen Kampfstoffen zur Kriegsführung. Des Weiteren wurde 1929 die Erste Genfer Konvention erneut überarbeitet und ein neues Abkommen über die Behandlung der Kriegsgefangenen angenommen. Die Ereignisse des Ersten Weltkrieges und die entsprechenden Aktivitäten des IKRK hatten für das Komitee eine deutliche Aufwertung seines Ansehens und seiner Autorität gegenüber der Staatengemeinschaft und eine Ausweitung seiner Kompetenzen zur Folge.
Bereits auf der Internationalen Rotkreuzkonferenz 1934 wurde erstmals ein Entwurf für eine Konvention zum Schutz der Zivilbevölkerung während eines Krieges angenommen. Die meisten Regierungen zeigten nicht genug Interesse an einer Umsetzung, so dass es vor dem Beginn des Zweiten Weltkriegs nicht zu einer entsprechenden diplomatischen Konferenz zur Annahme dieser Konvention kam.

#### Das IKRK und der Zweite Weltkrieg

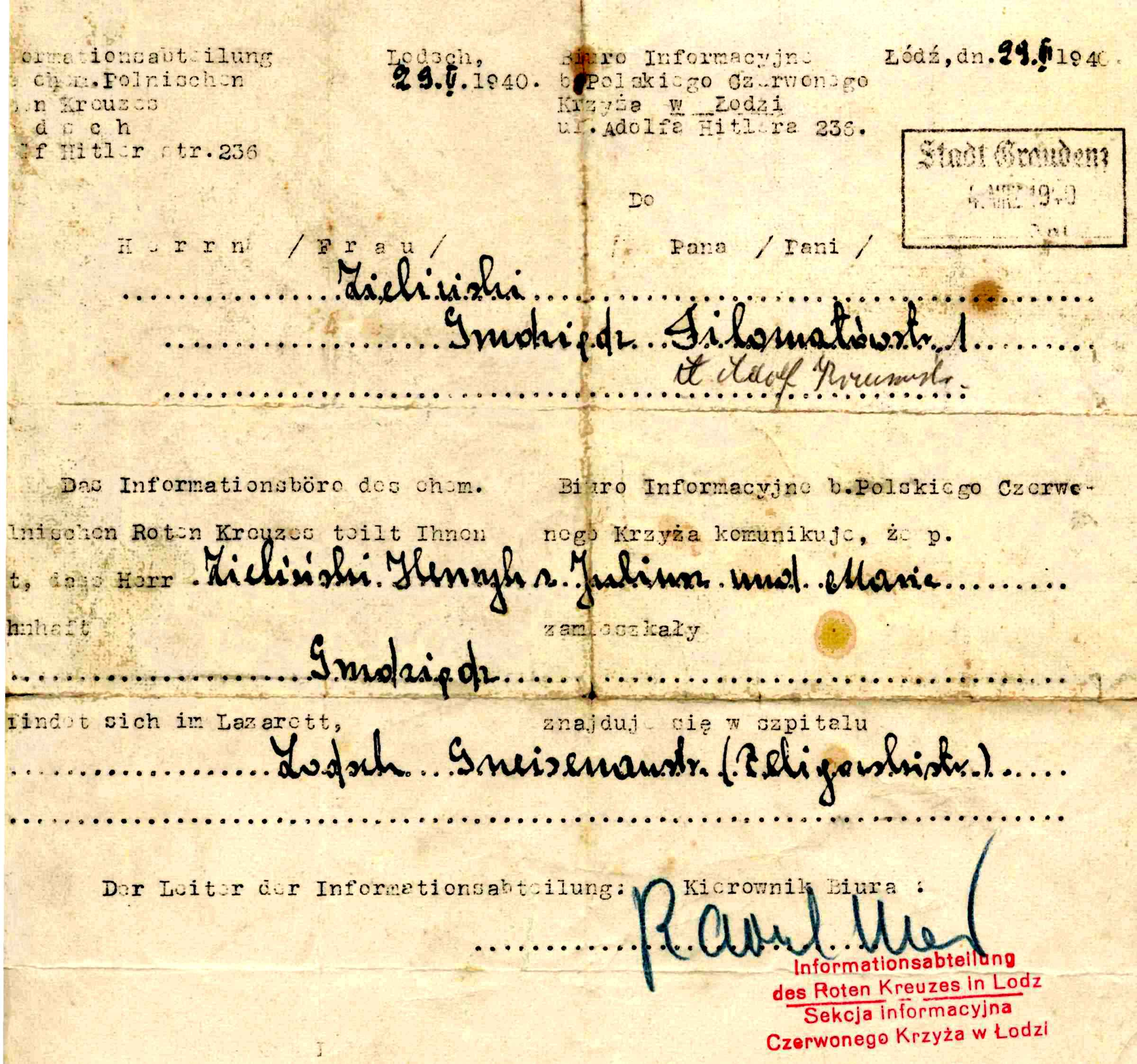
Mitteilung des Roten Kreuzes aus Łódź, Polen, 1940

Basis der Tätigkeit des IKRK während des Zweiten Weltkrieges waren die Genfer Konventionen in der Fassung von 1929. Die Aktivitäten des IKRK im Zweiten Weltkrieg konzentrierten sich wie im Ersten Weltkrieg auf die Überwachung der Kriegsgefangenenlager, die Hilfe für die Zivilbevölkerung und den Informationsaustausch über Gefangene und vermisste Personen. Im gesamten Kriegsverlauf kam es zu 12.750 Besuchen von Kriegsgefangenenlagern in 41 Ländern durch 179 Delegierte. In der Zentralauskunftsstelle für Kriegsgefangene waren während dieses Krieges ca. 3.000 Menschen beschäftigt. Ihre Kartei umfasste ca. 45 Millionen Karten, ca. 120 Millionen Nachrichten wurden vermittelt. Ein großes Problem für die Arbeit des IKRK war die Gleichschaltung des Deutschen Roten Kreuzes in der Zeit des Nationalsozialismus und die damit verbundenen massiven Einschränkungen in der Zusammenarbeit mit dem DRK in Bezug auf die Deportation der Juden aus Deutschland und den Massenmord in den Vernichtungs- und Konzentrationslagern. Erschwerend kam auch die Tatsache hinzu, dass mit der Sowjetunion und Japan zwei Hauptmächte des Krieges nicht der Genfer Konvention „über die Behandlung von Kriegsgefangenen“ von 1929 beigetreten waren.

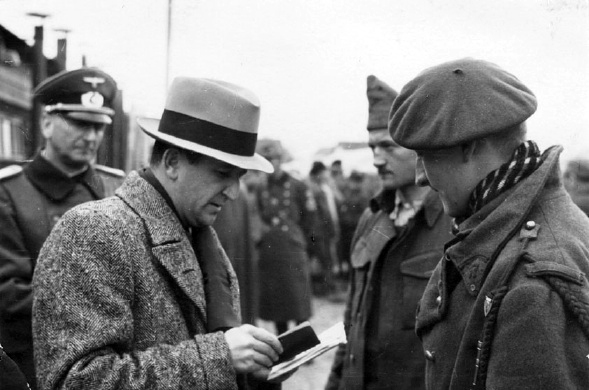
Marcel Junod, Delegierter des IKRK, beim Besuch von Kriegsgefangenen in Deutschland

Es gelang dem IKRK während des gesamten Krieges nicht, bei den nationalsozialistischen Machthabern die Gleichstellung der in den Konzentrationslagern internierten Menschen mit Kriegsgefangenen zu erreichen. Aufgrund der Befürchtung, durch ein weiteres Beharren auf entsprechenden Forderungen seine Aktivitäten für Kriegsgefangene und damit seine völkerrechtlich legitimierte Mission zu gefährden, unterließ das IKRK weiterführende Bemühungen in dieser Hinsicht. Aus dem gleichen Grund, und wegen einer möglichen Gefährdung seiner Neutralität, unternahm das IKRK nur zögerliche und unzureichende Schritte bei den Alliierten im Hinblick auf seine Kenntnisse über die Existenz der Vernichtungslager und die Deportation der jüdischen Bevölkerung. Ein weiterer Grund war der damals bestehende Einfluss der Schweizer Regierung auf das Komitee und die daraus resultierende Unterordnung des IKRK unter Vorgaben der Regierung, die den Sicherheitsinteressen der Schweiz entsprachen. So war Philipp Etter, Schweizer Bundesrat im Departement des Innern von 1934 bis 1959 und Bundespräsident in den Jahren 1939, 1942, 1947 und 1953, zur damaligen Zeit auch Mitglied im IKRK. Ein wichtiges Ziel der Schweizer Politik während des Krieges war es, unter allen Umständen die Neutralität und Souveränität der Schweiz zu wahren, die zeitweise vollständig von den Achsenmächten umschlossen war. Die daraus resultierende Vermeidung aller Handlungen, die Deutschland oder seine Verbündeten hätte brüskieren können, wirkte sich auch auf die Aktivitäten des IKRK aus und wurde nach dem Ende des Krieges von den Siegermächten als illegitime Kooperation mit den Nazis angesehen.

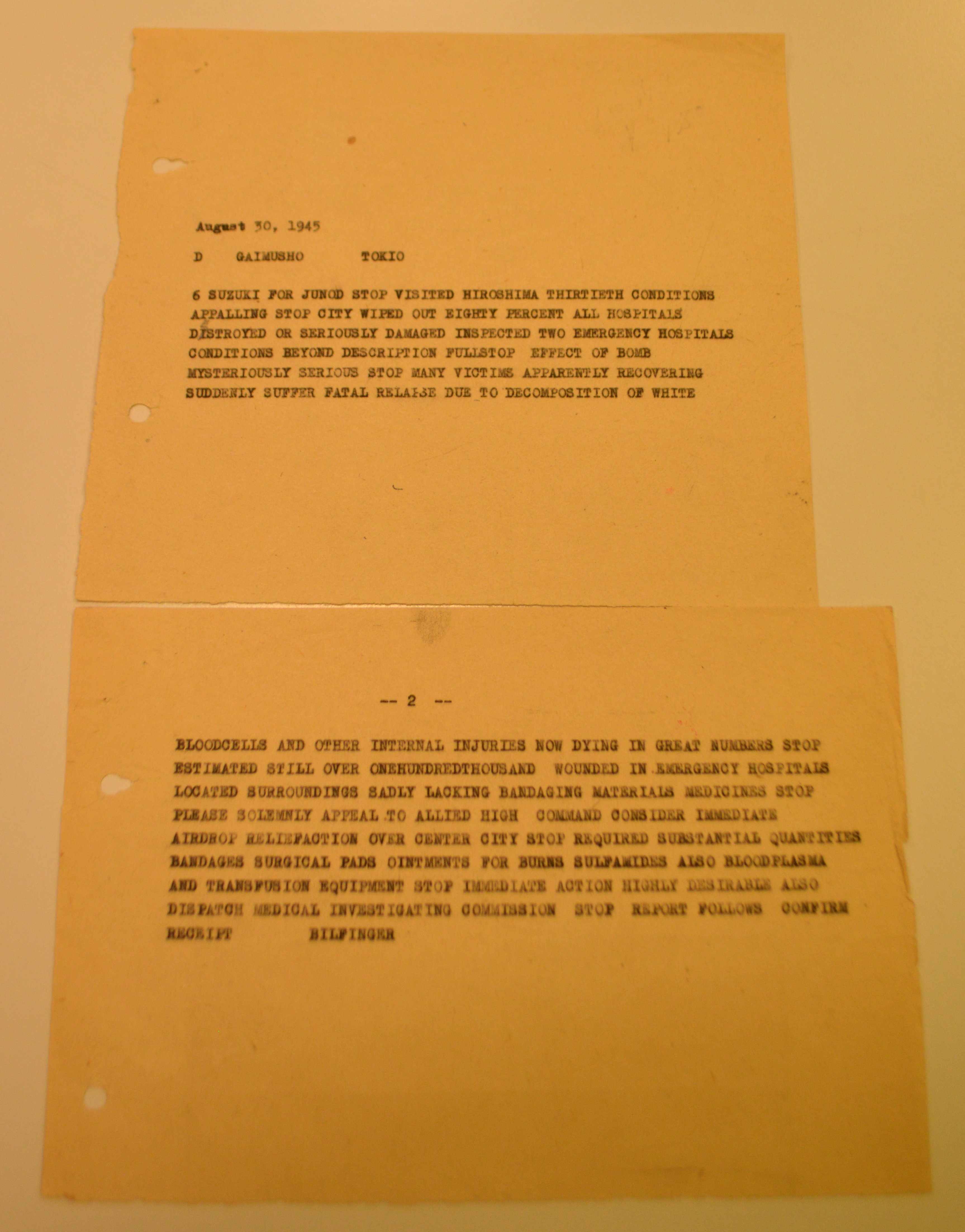
Telegramm des IKRK-Delegierten Fritz Bilfinger vom 30. August 1945 aus Hiroshima an Junod mit einer Schilderung der verheerenden Folgen des Atombombenabwurfes drei Wochen zuvor

Erst ab November 1943 war es dem IKRK erlaubt, Pakete an diejenigen KZ-Insassen zu schicken, deren Namen und Aufenthaltsort dem Komitee bekannt waren und die keinen verschärften Haftbedingungen unterlagen. Durch die Empfangsbestätigungen, die neben den Empfängern oft auch von mehreren anderen Insassen unterzeichnet waren, gelang es dem IKRK, ca. 105.000 Menschen in den Lagern zu registrieren und insgesamt 1,1 Millionen Pakete zu verschicken, vorwiegend in die Lager Dachau, Buchenwald, Ravensbrück und Oranienburg-Sachsenhausen.
Am 12. März 1945 erhielt der damalige IKRK-Präsident Carl Burckhardt von SS-General Ernst Kaltenbrunner die Zusage, dass IKRK-Delegierten Zugang zu den Konzentrationslagern gewährt werden würde. Dies galt allerdings unter der Voraussetzung, dass diese Delegierten bis zum Ende des Krieges in den Lagern verblieben. Zehn Delegierte, unter ihnen Louis Häfliger (Mauthausen), Paul Dunant (Theresienstadt) und Victor Maurer (Dachau) erklärten sich zu einer solchen Mission bereit. Louis Häfliger verhinderte durch seinen persönlichen Einsatz die Sprengung des Lagers Mauthausen und rettete damit tausenden Gefangenen das Leben. Er wurde vom IKRK für sein eigenmächtiges Handeln verurteilt und erst 1990 durch den damaligen Präsidenten Cornelio Sommaruga rehabilitiert. Herausragend aus der Zeit des Zweiten Weltkrieges sind darüber hinaus die Aktivitäten des IKRK-Delegierten Friedrich Born für die jüdische Bevölkerung in Ungarn. Er rettete durch seinen Einsatz ca. 11.000 bis 15.000 Menschen das Leben und wurde am 5. Juni 1987 posthum als Gerechter unter den Völkern in die israelische Holocaust-Gedenkstätte Yad Vashem aufgenommen. Ein weiterer bekannter Delegierter des IKRK im Zweiten Weltkrieg war der Genfer Arzt Marcel Junod, dessen Erlebnisse in seinem Buch Kämpfer beidseits der Front nachzulesen sind.
Im Jahr 1944 erhielt das IKRK erneut den Friedensnobelpreis, der seit Beginn des Krieges nicht vergeben worden war. Nach Ende des Krieges organisierte das IKRK, in Zusammenarbeit mit verschiedenen nationalen Rotkreuz-Gesellschaften, Hilfsmaßnahmen in den vom Krieg betroffenen Ländern. In Deutschland wurde dies vor allem vom Schwedischen Roten Kreuz unter Leitung von Folke Bernadotte übernommen. Weitere umfangreiche Hilfsaktionen nationaler Gesellschaften waren die Operation Shamrock des Irischen Roten Kreuzes sowie die Kinderhilfe des Schweizerischen Roten Kreuzes. Auch die jüdische Fluchthilfe Beriha wurde bei der Rettung von etwa 5000 Juden aus Polen nach Rumänien im Januar 1945 vom IKRK unterstützt. 1948 veröffentlichte das IKRK einen „Bericht des Internationalen Komitees vom Roten Kreuz über sein Wirken während des Zweiten Weltkriegs (1. September 1939 – 30. Juni 1947)“. Seit dem 17. Januar 1996 ist das Archiv des IKRK für die Öffentlichkeit zugänglich.

#### Das IKRK nach dem Zweiten Weltkrieg

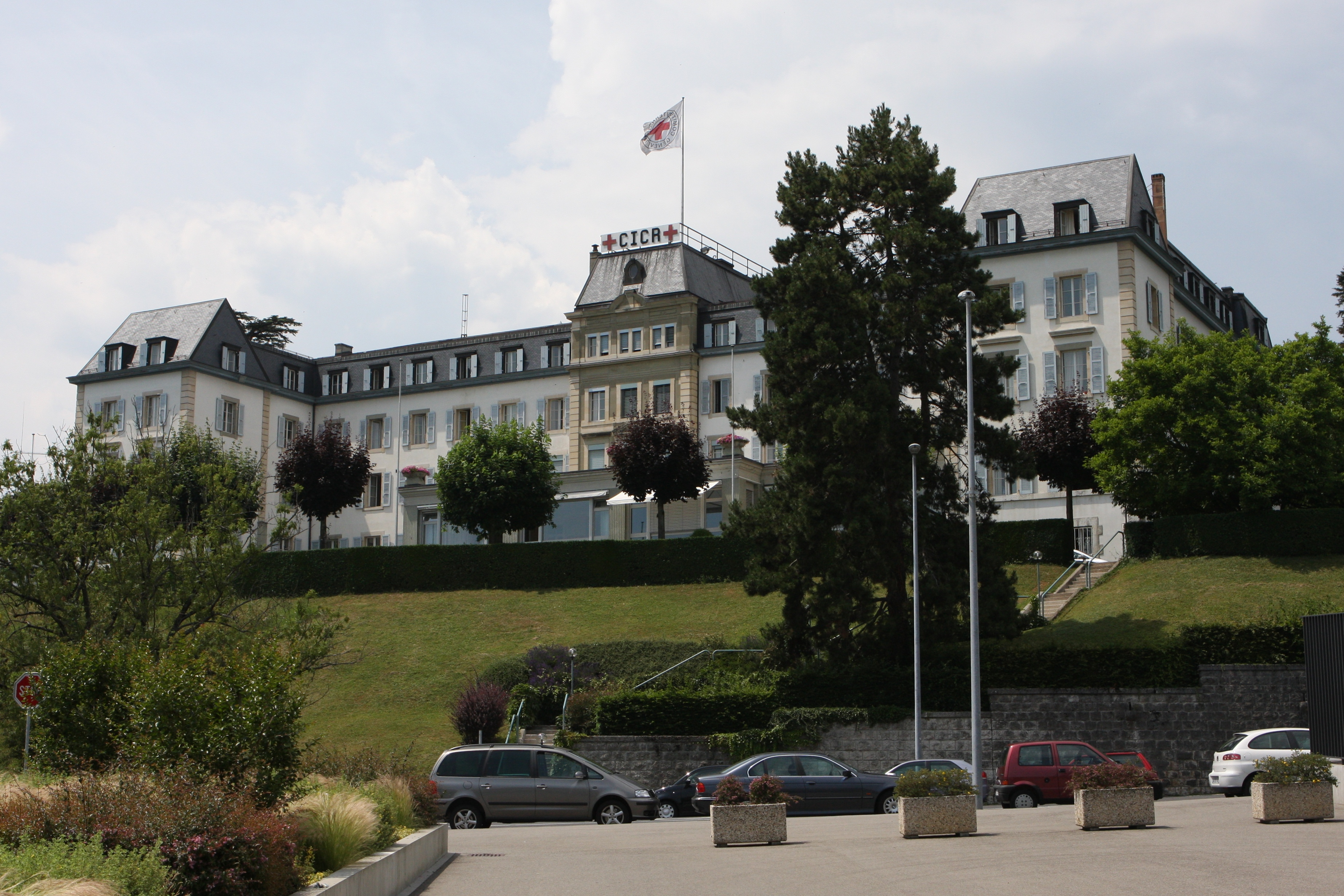
Das Hauptquartier des IKRK in Genf

Am 12. August 1949 wurden grundlegende Neufassungen der bestehenden zwei Konventionen angenommen, die seitdem als Genfer Abkommen I und III bezeichnet werden. Zwei neue Abkommen, das Genfer Abkommen II „zur Verbesserung des Loses der Verwundeten, Kranken und Schiffbrüchigen der bewaffneten Kräfte zur See“ und als wichtigste Konsequenz aus dem Zweiten Weltkrieg das Genfer Abkommen IV „über den Schutz von Zivilpersonen in Kriegszeiten“, erweiterten darüber hinaus den Schutz des humanitären Völkerrechts auf weitere Personengruppen.
Weitere wesentliche Ergänzungen in mehreren Bereichen brachten die zwei Zusatzprotokolle vom 8. Juni 1977. Zum einen integrierten beide Protokolle erstmals auch Regeln für zulässige Mittel und Methoden der Kriegführung und damit Vorschriften für den Umgang mit den an den Kampfhandlungen beteiligten Personen, den sogenannten Kombattanten, in den Kontext der Genfer Konventionen. Zum zweiten verwirklichte das Protokoll II eines der am längsten verfolgten Ziele des IKRK: die Ausdehnung der Anwendbarkeit des humanitären Völkerrechts auch auf Situationen in nichtinternationalen, bewaffneten Konflikten wie beispielsweise Bürgerkriegen. Heute umfassen die vier Genfer Konventionen und ihre zwei Zusatzprotokolle über 600 Artikel.
Zum hundertjährigen Jubiläum seiner Gründung erhielt das IKRK, diesmal gemeinsam mit der Liga, im Jahr 1963 zum dritten Mal den Friedensnobelpreis. Trotz dieser Anerkennung und der Erfolge des Internationalen Komitees bei der Weiterentwicklung des humanitären Völkerrechts war seine Tätigkeit während der Konflikte des Kalten Krieges stark eingeschränkt durch eine weitestgehend ablehnende Haltung der kommunistischen Staaten, die auf grundsätzlichen Zweifeln an der Neutralität des Komitees beruhte. So konnte das IKRK weder im Indochinakrieg noch im Vietnamkrieg aktiv werden, da dies von den Regierungen der jeweiligen Länder strikt abgelehnt wurde. Erst die gemeinsame Hilfsmission mit UNICEF in Kambodscha nach dem Einmarsch Vietnams 1978/1979 verbesserte die Beziehungen zwischen dem IKRK und der kommunistischen Staatengemeinschaft. In den Konflikten zwischen den arabischen Staaten und Israel sowie zwischen Indien und Pakistan war die Tätigkeit des Komitees hingegen nicht von solchen Problemen betroffen. Im Biafra-Krieg von 1967 bis 1970 um die Unabhängigkeit des Gebietes Biafra von Nigeria offenbarten sich Schwierigkeiten innerhalb der Führungsebene des Komitees hinsichtlich der Einsatztätigkeit und der Zusammenarbeit mit den nationalen Rotkreuz-Gesellschaften vor Ort. Französische Ärzte um Bernard Kouchner, die unzufrieden waren mit den Beschränkungen, die sich aus dem Prinzip der Neutralität für die Arbeit des Komitees und des Französischen Roten Kreuzes ergeben hatten, gründeten darüber hinaus 1971 die Hilfsorganisation Médecins Sans Frontières (Ärzte ohne Grenzen). Innerhalb des IKRK führten die Ereignisse während des Konfliktes in Biafra zu einer grundlegenden Neuordnung der Rollenverteilung zwischen den Mitgliedern des Komitees und dem Präsidenten auf der einen und den Angestellten auf der anderen Seite. Insbesondere im Bereich der praktischen Einsatztätigkeit erhielten die Mitarbeiter des Komitees deutlich mehr Kompetenzen und Einfluss.
Der Falklandkrieg zwischen Argentinien und Großbritannien im Jahr 1982 war von Seiten beider Konfliktparteien durch eine beispielhafte Kooperation mit dem IKRK sowie eine nahezu vollumfängliche Einhaltung der Bestimmungen des humanitären Völkerrechts gekennzeichnet. Dem Komitee war es dadurch möglich, die rund 11.700 Kriegsgefangenen in diesem Konflikt den Genfer Konventionen entsprechend zu registrieren und angemessen zu betreuen. Hinsichtlich der Versorgung der Verwundeten stellte der Falklandkrieg aufgrund der Seekriegsführung die bei weitem umfangreichste Anwendung des entsprechenden Genfer Abkommens seit dem Abschluss im Jahr 1949 dar. Darüber hinaus gelang es dem Komitee, eine schriftliche Vereinbarung beider Konfliktparteien zur Einrichtung einer neutralen Sanitäts- und Sicherheitszone für Zivilpersonen im Bereich um die Kirche der Falkland-Hauptstadt Stanley zu erreichen. Neun Jahre nach dem Ende des Konflikts kam es durch Vermittlungen des IKRK zu einem vom Komitee organisierten Besuch von Gräbern gefallener argentinischer Soldaten auf den Falklandinseln durch rund 300 Angehörige.
Die Generalversammlung der Vereinten Nationen (UN) beschloss am 16. Oktober 1990, das IKRK als Beobachter (engl. observer) zu ihren Tagungen und den Sitzungen ihrer Komitees einzuladen. Die entsprechende Resolution (A/RES/45/6) wurde von 138 Mitgliedsländern eingebracht und auf der 31. Plenarsitzung ohne Abstimmung angenommen. Aus historischen Gründen – mit Bezug auf die Schlacht von Solferino – wurde die Resolution von Vieri Traxler, dem damaligen UN-Botschafter der Republik Italien, vorgestellt. Mit dieser Entscheidung wurde der Beobachter-Status in der UN-Generalversammlung erstmals einer privaten Organisation zuerkannt. Ein am 19. März 1993 mit dem Schweizerischen Bundesrat geschlossenes Abkommen garantiert dem IKRK bei seinen Aktivitäten in der Schweiz volle Unabhängigkeit und Handlungsfreiheit; die Unverletzlichkeit seiner Räumlichkeiten, Archive und sonstigen Unterlagen; weitgehende rechtliche Immunität für das Komitee und seine Mitglieder, Delegierten und sonstigen Mitarbeiter; die Befreiung von allen direkten und indirekten Steuern sowie sonstigen Gebühren auf Bundes-, Kantons- oder lokaler Ebene; freien Zoll- und Zahlungsverkehr; Begünstigungen hinsichtlich seiner Kommunikation, die mit denen für in der Schweiz ansässigen internationalen Organisationen und ausländischen diplomatischen Vertretungen vergleichbar sind; sowie weitgehende Erleichterungen für seine Mitglieder, Delegierten und Mitarbeiter bei der Ein- und Ausreise. Von 1963 bis 2011 betrieb das IKRK in der Schweiz einen eigenen Kurzwellensender, zunächst in Genf, dann ab 1974 in Versoix.

#### Ab 1993
Seit 1993 können auch Personen anderer Nationalität als der Schweizerischen für das IKRK tätig sein, sowohl vor Ort im Hauptquartier in Genf als auch als Delegierte bei Auslandseinsätzen. Der Anteil von Mitarbeitern ohne Schweizer Staatsangehörigkeit ist seitdem kontinuierlich angestiegen und liegt derzeit bei etwa 35 Prozent. Die Zeit seit 1990 war für das IKRK aber auch durch eine Reihe von tragischen Ereignissen gekennzeichnet. So viele Delegierte wie nie zuvor in der Geschichte des Komitees verloren bei ihren Einsätzen ihr Leben. Dieser Trend ist vor allem auf den Anstieg der Zahl lokaler und oft innerstaatlicher Konflikte sowie mangelnden Respekt der beteiligten Konfliktparteien vor den Bestimmungen der Genfer Konventionen und ihrer Schutzzeichen zurückzuführen.
Im Januar 2022 wurde das IKRK Opfer einer Cyberattacke, durch die Hacker auf Daten von über 500.000 Menschen zugegriffen haben. Darunter sind insbesondere Angaben zu vermissten Personen und deren Angehörigen sowie Geflüchteten.

#### Präsidenten des IKRK
Derzeitige Präsidentin des IKRK ist seit Oktober 2022 Mirjana Spoljaric Egger, die das Amt von Peter Maurer übernahm. Vizepräsidentin ist seit Januar 2008 Christine Beerli. Bisherige Präsidenten des IKRK waren:
- von 1863 bis 1864: Guillaume-Henri Dufour
- von 1864 bis 1910: Gustave Moynier
- von 1910 bis 1928: Gustave Ador
- von 1928 bis 1944: Max Huber
- von 1945 bis 1948: Carl Jacob Burckhardt
- von 1948 bis 1955: Paul Ruegger
- von 1955 bis 1964: Léopold Boissier
- von 1964 bis 1969: Samuel Gonard
- von 1969 bis 1973: Marcel Naville
- von 1973 bis 1976: Eric Martin
- von 1976 bis 1987: Alexandre Hay
- von 1987 bis 1999: Cornelio Sommaruga
- von 2000 bis 2012: Jakob Kellenberger
- von 2012 bis 2022: Peter Maurer
- seit 2022: Mirjana Spoljaric Egger

Eine ausführliche Gesamtübersicht mit Lebensdaten, biographischen Informationen und wichtigen Ereignissen während der jeweiligen Amtszeit ist in der Liste der Präsidenten des Internationalen Komitees vom Roten Kreuz zu finden.

### Die Internationale Föderation der Rotkreuz- und Rothalbmond-Gesellschaften

#### Von der Gründung bis 1945

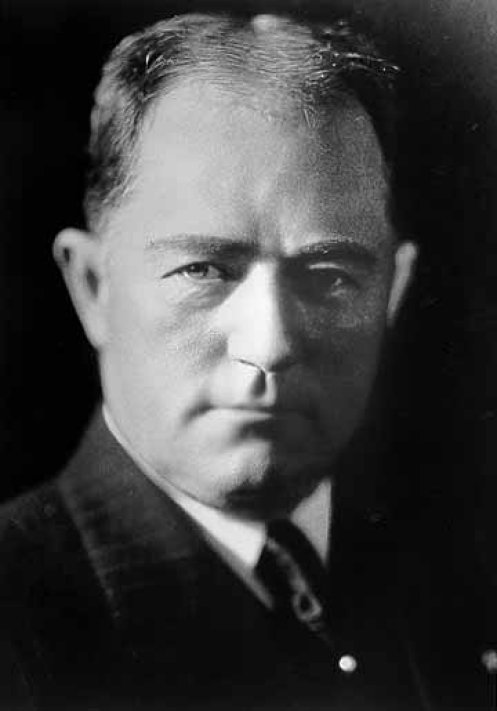
Henry P. Davison, Gründungsvater der Liga der Rotkreuz-Gesellschaften

Am 5. Mai 1919 gründeten die nationalen Rotkreuz-Gesellschaften Großbritanniens, Frankreichs, Italiens, Japans und der USA auf Anregung des damaligen Präsidenten des Amerikanischen Roten Kreuzes, Henry P. Davison, in Paris die Liga der Rotkreuz-Gesellschaften. Die Ausdehnung der Rotkreuz-Aktivitäten über die strikte Mission des IKRK hinaus auch auf die Hilfe für Opfer von nicht kriegsbedingten Notsituationen (wie nach technischen Unglücken und Naturkatastrophen), die auf internationaler Ebene Aufgabe der Liga werden sollte, geschah ebenfalls auf Initiative des Amerikanischen Roten Kreuzes. Dieses war bereits seit seiner Gründung auch in Friedenszeiten mit Hilfsaktionen aktiv, eine Idee, die auf seine Gründerin Clara Barton zurückging.
Die Gründung der Liga, als weitere international tätige Rotkreuz-Organisation neben dem IKRK, war aus mehreren Gründen zunächst umstritten. Zum einen gab es von Seiten des IKRK zum Teil berechtigte Befürchtungen hinsichtlich einer Konkurrenz zwischen beiden Organisationen. Die Gründung der Liga wurde als Versuch angesehen, den Führungsanspruch des Komitees in Frage zu stellen und die meisten seiner Aufgaben und Befugnisse einer multilateralen Institution zu übertragen. Das IKRK war nach Meinung der Führung des Amerikanischen Roten Kreuzes zu zurückhaltend in seinem Vorgehen und nicht einflussreich genug hinsichtlich seiner internationalen Bedeutung. Zum anderen waren an der Gründung der Liga ausschließlich nationale Gesellschaften aus Staaten der Entente beziehungsweise mit ihren alliierten oder assoziierten Ländern beteiligt. Die im Mai 1919 ursprünglich beschlossenen Statuten der Liga gewährten darüber hinaus den fünf an der Gründung beteiligten Gesellschaften einen Sonderstatus sowie, auf Betreiben von Henry P. Davison, das Recht, die nationalen Rotkreuz-Gesellschaften der Mittelmächte Deutschland, Österreich, Ungarn, Bulgarien und der Türkei sowie das Russische Rote Kreuz dauerhaft auszuschließen. Dieser Passus widersprach jedoch den Rotkreuz-Prinzipien der Universalität und der Gleichberechtigung zwischen allen nationalen Gesellschaften. Auch der Aufbau des Völkerbundes spielte eine Rolle bei der Gründung der Liga. So finden sich z. B. in Art. 25 der Völkerbundsatzung von 1919 als eine Verpflichtung der Staaten, die Errichtung und Zusammenarbeit anerkannter freiwilliger nationaler Organisationen des Roten Kreuzes zur Hebung der Gesundheit, Verhütung von Krankheiten und Milderung der Leiden in der Welt zu fördern und zu begünstigen.
Die erste durch die Liga organisierte Hilfsaktion unmittelbar nach ihrer Gründung war die Versorgung der Betroffenen einer Typhus-Epidemie und Hungersnot in Polen. Bereits in den ersten fünf Jahren nach ihrer Gründung erließ die Liga 47 Spendenappelle für Hilfsaktionen in 34 Ländern. Auf diesem Wege gelangten Hilfsgüter im Wert von ca. 685 Millionen Schweizer Franken unter anderem an die Opfer von Hungersnöten in Russland, Deutschland und Albanien, Erdbeben in Chile, Persien, Japan, Kolumbien, Ecuador, Costa Rica und der Türkei und an Flüchtlinge in Griechenland und der Türkei. Ein weiteres wichtiges Anliegen der Liga war die Unterstützung der nationalen Gesellschaften bei der Schaffung von Jugendsektionen. Der erste große Katastropheneinsatz der Liga war das Erdbeben in Japan im Jahr 1923, bei dem ca. 200.000 Menschen ums Leben kamen. Durch Vermittlung der Liga erhielt das Japanische Rote Kreuz Hilfeleistungen von anderen nationalen Gesellschaften im Gesamtwert von ca. 100 Millionen Dollar.

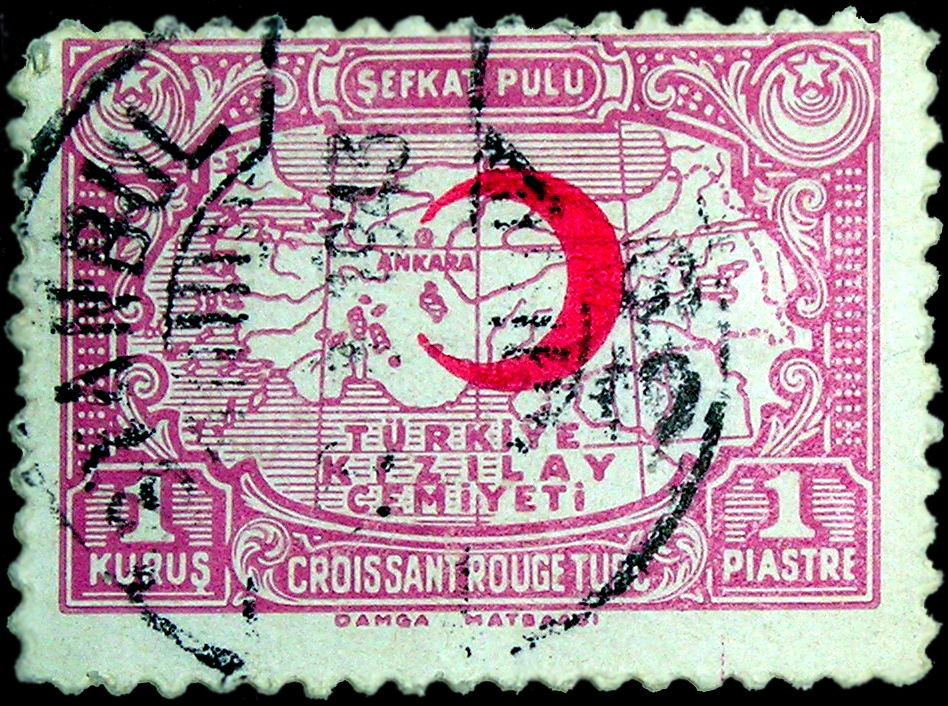
Türkische Briefmarke zur Unterstützung des Roten Halbmondes, 1928

Mit dem Einsatz der Liga zusammen mit dem IKRK im Russischen Bürgerkrieg (1917–1922) wurde die Bewegung erstmals in einem innerstaatlichen Konflikt aktiv. Während die Liga mit Unterstützung von mehr als 25 nationalen Gesellschaften vor allem die Verteilung von Hilfsgütern und die Versorgung der hungernden und von Seuchen betroffenen Zivilbevölkerung übernahm, unterstützte das IKRK durch seine Neutralität das Russische und später das Sowjetische Rote Kreuz bei seinen Aktivitäten gegenüber den Konfliktparteien. Zur Koordinierung der Aktivitäten zwischen dem IKRK und der Liga und zur Beilegung der zwischen beiden Organisationen bestehenden Rivalitäten wurde 1928 das Internationale Rote Kreuz als Dachverband beider Organisationen gegründet. Ein International Council fungierte dabei als Leitorgan des IRK. Die Aufgaben des Councils wurden später von der Ständigen Kommission (engl. Standing Commission) übernommen. Im gleichen Jahr wurden erstmals gemeinsame Statuten der Rotkreuz-Bewegung beschlossen, welche die jeweiligen Aufgaben des IKRK und der Liga beschrieben. Dabei setzte sich das IKRK hinsichtlich seines Führungsanspruches innerhalb der Bewegung gegen entsprechende Bestrebungen der Liga durch. Ein Jahr später wurden mit dem Roten Halbmond und dem Roten Löwen mit roter Sonne zwei weitere, mit dem Roten Kreuz gleichberechtigte, Schutzzeichen in die Genfer Konventionen aufgenommen. Während der Iran das einzige Land war, das (bis 1980) den Roten Löwen mit roter Sonne verwendete, entwickelte sich der Rote Halbmond zum Symbol nahezu aller nationalen Gesellschaften in islamischen Ländern.
Während des Krieges zwischen Äthiopien und Italien (1935/1936) erbrachte die Liga Hilfeleistungen im Umfang von ca. 1,7 Millionen Schweizer Franken, die aufgrund der Ablehnung jeglicher Zusammenarbeit mit dem Internationalen Roten Kreuz durch Italien ausschließlich der äthiopischen Seite zukamen. Vorwiegend durch Angriffe der Italienischen Armee verloren in diesem Konflikt 29 Menschen, die unter dem Schutz des Roten Kreuzes tätig waren, ihr Leben. Während des Spanischen Bürgerkrieges von 1936 bis 1939 war die Liga erneut zusammen mit dem IKRK aktiv und wurde dabei von 41 nationalen Gesellschaften unterstützt. In den Jahren 1937 und 1939 wurde die Liga vom damaligen IKRK-Präsidenten Max Huber in seiner Funktion als Mitglied des Institut de Droit international (Institut für Völkerrecht) für den Friedensnobelpreis nominiert. 1939 verlegte die Liga aufgrund des Beginns des Zweiten Weltkrieges ihren Hauptsitz von Paris nach Genf, um für ihre Aktivitäten den sich aus der Schweizer Neutralität ergebenden Schutz in Anspruch nehmen zu können.

#### Die Zeit nach dem Zweiten Weltkrieg

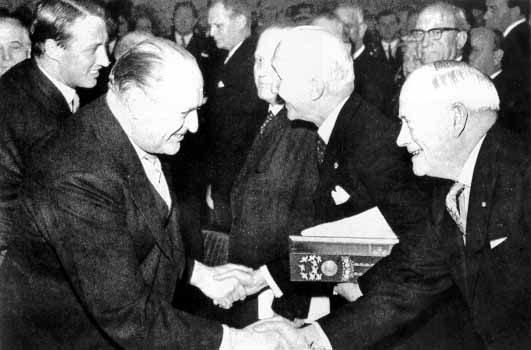
Übergabe des Friedensnobelpreises 1963

Bereits kurz nach dem Ende des Zweiten Weltkrieges forderten sowohl einige Regierungen als auch einzelne Rotkreuz-Gesellschaften die Auflösung des IKRK und die Übertragung seiner Befugnisse an die Liga der Rotkreuz-Gesellschaften. Alternativ dazu schlug der damalige Präsident des Schwedischen Roten Kreuzes Folke Bernadotte vor, die Aufgaben des Komitees und der Liga dadurch zusammenzuführen, dass jede nationale Gesellschaft ein Mitglied des Internationalen Komitees stellen sollte. Das IKRK begegnete diesen Vorschlägen zum einen durch verstärkte Hilfsaktivitäten. Zum anderen bezog es im Rahmen von zwei Konferenzen 1946 die nationalen Gesellschaften und 1947 die Regierungen der Staatengemeinschaft in eine Überarbeitung der Genfer Konventionen ein und betonte auf diese Weise seine besondere Stellung im Bereich des humanitären Völkerrechts.
Die Verabschiedung der Neufassungen der Genfer Konventionen im Jahr 1949 stärkte somit die Position des Komitees gegenüber der Liga und den nationalen Gesellschaften. Drei Jahre später wurden die 1928 beschlossenen Statuten der Bewegung erstmals überarbeitet. Von 1960 bis 1970 verzeichnete die Liga einen starken Anstieg in der Zahl der anerkannten nationalen Rotkreuz- und Rothalbmond-Gesellschaften, von denen es zum Ende des Jahrzehnts mehr als 100 gab. Dieser Trend war zum Teil auf die Unabhängigkeit von früheren Kolonien in Afrika und Asien zurückzuführen. Am 10. Dezember 1963 erhielt die Liga, zusammen mit dem IKRK, den Friedensnobelpreis.
Am 11. Oktober 1983 wurde die Liga umbenannt in Liga der Rotkreuz- und Rothalbmond-Gesellschaften. 1986 fanden die 1965 beschlossenen sieben Grundsätze der Bewegung Eingang in die Statuten, die im selben Jahr erneut überarbeitet wurden. Darüber hinaus wurde im Rahmen der Überarbeitung der Statuten die Bezeichnung Internationales Rotes Kreuz aufgegeben zugunsten des neuen offiziellen Namens Internationale Rotkreuz- und Rothalbmond-Bewegung. Am 27. November 1991 erhielt die Liga den heute gültigen Namen Internationale Föderation der Rotkreuz- und Rothalbmond-Gesellschaften (engl. International Federation of Red Cross and Red Crescent Societies, IFRC).
Am 19. Oktober 1994 wurde während der 38. Plenartagung der Generalversammlung der Vereinten Nationen auch die Föderation als Beobachter zu den Tagungen der UN und den Sitzungen ihrer Komitees eingeladen (Resolution A/RES/49/2). Das 1997 zwischen der Föderation und dem IKRK geschlossene Abkommen von Sevilla definiert die Zuständigkeiten beider Organisationen bei internationalen Einsätzen. Das IKRK gab dabei einige Zuständigkeiten an die Föderation ab, beispielsweise bei der Betreuung von Flüchtlingen in Ländern ohne bewaffnete Konflikte.
1996 wurde das IKRK mit dem Balzan-Preis für Humanität, Frieden und Brüderlichkeit unter den Völkern ausgezeichnet.
An ersten Dezember 2023 suspendierte das IFRC Belarus’ Rotkreuz-Mitgliedschaft.
Die bisher umfangreichste Hilfsaktion unter Leitung der Föderation ist mit Beteiligung von rund 22.000 Helfern von mehr als 40 nationalen Rotkreuz- und Rothalbmond-Gesellschaften der Einsatz nach der Tsunami-Katastrophe im Indischen Ozean am 26. Dezember 2004.

#### Präsidenten der Föderation
Präsidentin der Föderation ist seit Dezember 2023 die US-Amerikanerin Kate Forbes. Vizepräsidenten sind Brigitta Gadient kraft ihres Amtes als Vertreterin des Schweizerischen Roten Kreuzes sowie als Vertreter der verschiedenen Weltregionen Kerem Kinik (Türkei), Miguel Villarroel (Venezuela), Abdoul Azize Diallo (Senegal) und Chen Zhu (Volksrepublik China). Bisherige Präsidenten, die bis 1977 als „Chairman“ bezeichnet wurden, waren:
- 1919–1922: Henry P. Davison (Vereinigte Staaten)
- 1922–1935: John Barton Payne (Vereinigte Staaten)
- 1935–1938: Cary Travers Grayson (Vereinigte Staaten)
- 1938–1944: Norman Davis (Vereinigte Staaten)
- 1944–1945: Johannes von Muralt (Schweiz)
- 1945–1950: Basil O’Connor (Vereinigte Staaten)
- 1950–1959: Emil Sandström (Schweden)
- 1959–1965: John A. MacAulay (Kanada)
- 1965–1977: José Barroso Chávez (Mexiko)
- 1977–1981: Joseph Adetunji Adefarasin (Nigeria)
- 1981–1987: Enrique de la Mata (Spanien)
- 1987–1997: Mario Villarroel Lander (Venezuela)
- 1997–2001: Astrid N. Heiberg (Norwegen)
- 2001–2009: Juan Manuel Suárez Del Toro Rivero (Spanien)
- 2009–2017: Tadateru Konoé (Japan)
- 2017–2023: Francesco Rocca (Italien)

## Aktivitäten

### Die Internationale Rotkreuz- und Rothalbmond-Bewegung

#### Struktur und Organisation

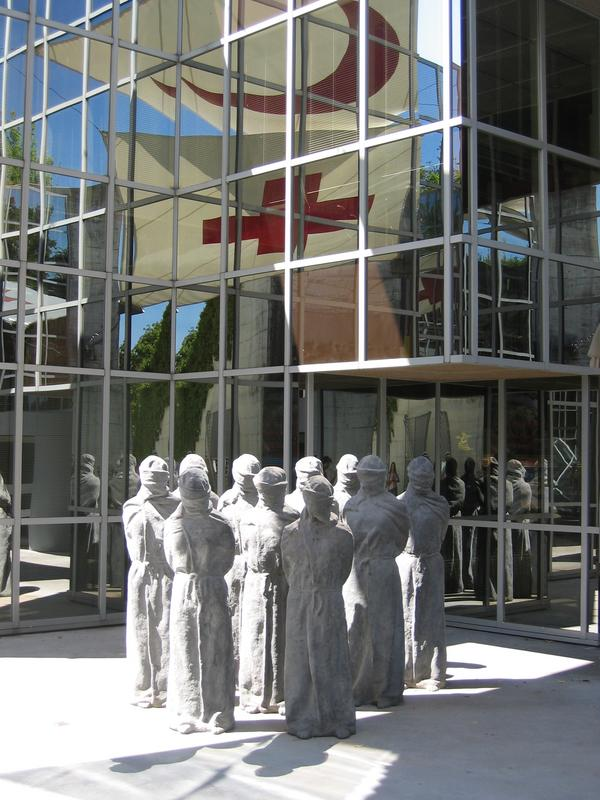
Eingang zum Internationalen Rotkreuz- und Rothalbmondmuseum in Genf

Mitglieder der Internationalen Rotkreuz- und Rothalbmond-Bewegung sind das Internationale Komitee vom Roten Kreuz, die Internationale Föderation der Rotkreuz- und Rothalbmond-Gesellschaften sowie die nationalen Rotkreuz- und Rothalbmond-Gesellschaften. Diese Organisationen sind innerhalb der Bewegung durch die Internationale Konferenz des Roten Kreuzes und Roten Halbmondes, den Delegiertenrat der Bewegung sowie die ständige Kommission des Roten Kreuzes und Roten Halbmondes als gemeinsame Organe miteinander verbunden.
Die Internationale Konferenz ist das oberste Organ der Bewegung. Hier kommen die Vertreter der nationalen Gesellschaften, des IKRK und der Föderation sowie die Vertreter der Vertragsstaaten der Genfer Abkommen etwa alle vier Jahre zusammen. Sie „trägt zur Einheit der Bewegung sowie zur Weiterentwicklung des humanitären Völkerrechts und anderer internationaler Abkommen von besonderem Interesse für die Bewegung bei“ und verabschiedet ihre Beschlüsse, Empfehlungen und Deklarationen in Form von Resolutionen. Die Teilnehmer der Konferenz wählen darüber hinaus die Mitglieder der Ständigen Kommission und können dem IKRK oder der Föderation im Rahmen der Statuten Mandate übertragen. Die Teilnehmer müssen die Grundsätze der Bewegung achten und sich als Redner jeglicher kontroverser politischer, rassistischer, religiöser oder ideologischer Stellungnahmen enthalten.
Die Vertreter der Nationalen Rotkreuz- und Rothalbmond-Gesellschaften, des IKRK und der Föderation bilden den Delegiertenrat. Im Rahmen der Statuten „äußert sich der Rat zu jeder die Bewegung betreffende Frage und fasst, sofern nötig, entsprechende Beschlüsse“ im Konsensverfahren. Der Rat tritt in der Regel vor einer Internationalen Konferenz zusammen. Vertreter neuer nationaler Gesellschaften im Anerkennungsverfahren haben die Möglichkeit, den Sitzungen beizuwohnen.
Zwischen den Internationalen Konferenzen ist die Ständige Kommission Sachverwalter der Konferenz. Sie setzt sich dafür ein, dass die Organisationen der Bewegung harmonisch zusammenarbeiten, bemüht sich um die Umsetzung der Resolutionen der Konferenz und behandelt Angelegenheiten, welche die Bewegung in ihrer Gesamtheit betreffen. Ihr gehören neun Mitglieder an, davon fünf Mitglieder der nationalen Gesellschaften, zwei Vertreter des IKRK sowie zwei Vertreter der Föderation. Die Kommission ist zuständig für die Festlegung des Konferenzortes, des Datums, des Programms sowie der vorläufigen Tagesordnung. Darüber hinaus hat sie die Aufgabe, Meinungsverschiedenheiten, die durch Auslegung oder Anwendung der Statuten der Bewegung entstehen, zu entscheiden.
Zusammengefasst unter der Bezeichnung „Internationale Rotkreuz- und Rothalbmond-Bewegung“ sind für das IKRK, die Föderation und die nationalen Gesellschaften weltweit gegenwärtig etwa 97 Millionen Mitglieder aktiv, davon ca. 300.000 Menschen hauptberuflich.

#### Grundsätze
Die am 8. Oktober 1965 auf der XX. Internationalen Konferenz vom 2. bis 9. Oktober 1965 verkündeten sieben Grundsätze der Bewegung wurden durch die XXV. Internationale Konferenz vom 23. bis 31. Oktober 1986 angepasst und lauten:
- Menschlichkeit (engl. Humanity)
- Unparteilichkeit (engl. Impartiality)
- Neutralität (engl. Neutrality)
- Unabhängigkeit (engl. Independence)
- Freiwilligkeit (engl. Voluntary Service)
- Einheit (engl. Unity)
- Universalität (engl. Universality).[35]

Diesen Grundsätzen sind alle Mitglieder und Organisationen des Roten Kreuzes oder Roten Halbmondes verpflichtet.

#### Motto, Gedenktag und Sehenswürdigkeiten

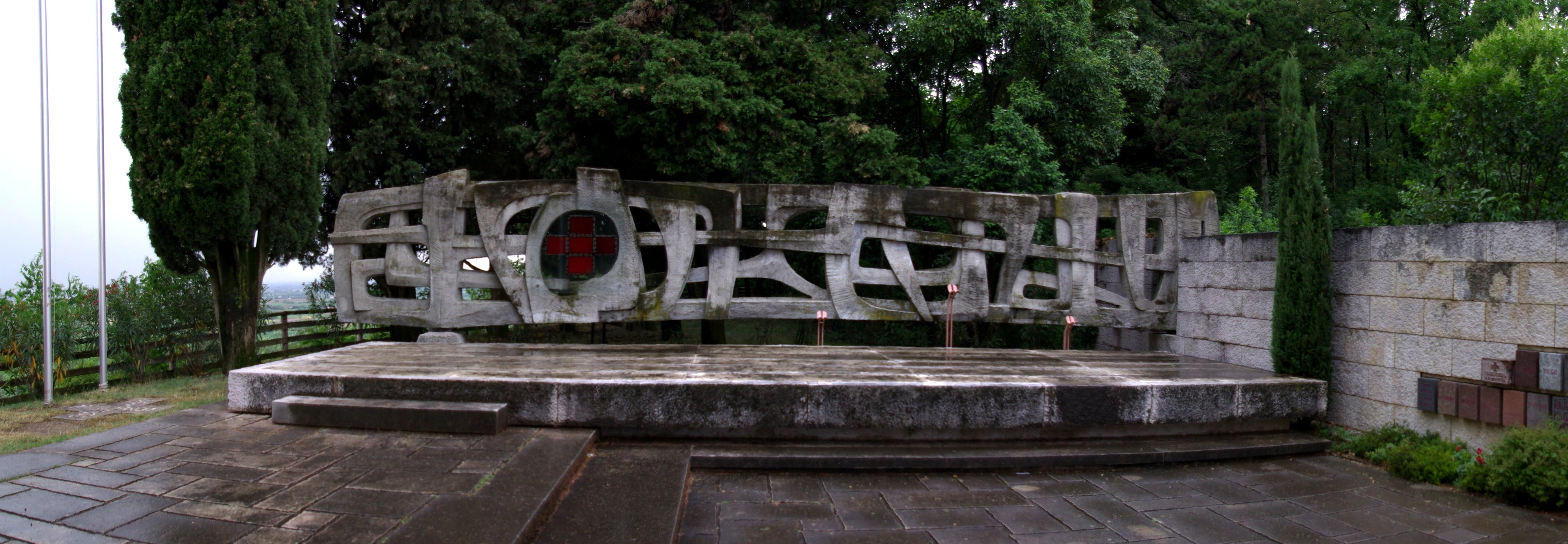
Das Denkmal des Roten Kreuzes in Solferino, Italien

Der erste Wahlspruch des Internationalen Komitees vom Roten Kreuz lautete “Inter Arma Caritas” (deutsch: „Inmitten der Waffen Menschlichkeit“). Es wurde erstmals 1888 durch Gustave Moynier anlässlich der Feierlichkeiten zum 25‑jährigen Bestehen der Rotkreuz-Bewegung verwendet. Er beschrieb dabei ein Bild, das einen Rotkreuz-Helfer inmitten des Kriegsgeschehens darstellte und in der Jubiläumsschrift des IKRK abgebildet war. Das Motto wurde ab 1889 auf den jeweiligen Ausgaben des Bulletin International verbreitet. Es wurde 1961 für die gesamte Rotkreuz- und Rothalbmond-Bewegung ergänzt um die Losung “Per Humanitatem ad Pacem” (deutsch: „Durch Menschlichkeit zum Frieden“). In diesen Losungen kommt somit auch die historisch bedingte Ausrichtung beider Organisationen auf ihre vorrangigen Aufgaben zum Ausdruck.
Das aus den Erfahrungen der neunziger Jahre hervorgegangene Mission Statement der von der Föderation beschlossenen „Strategie 2010“ lautet:

“To improve the lives of vulnerable people by mobilizing the power of humanity”

„Das Leben von Menschen in Not und sozial Schwachen durch die Kraft der Menschlichkeit verbessern.“

Von 1999 bis 2004 standen deshalb alle Aktivitäten der Internationalen Rotkreuz- und Rothalbmond-Bewegung unter dem Slogan “The power of Humanity” (deutsch: „Die Kraft der Menschlichkeit“). Während der 28. Internationalen Konferenz in Genf im Dezember 2003 wurde das Konferenzmotto “Protecting human Dignity” (deutsch: „Schutz der Menschenwürde“) zur neuen Losung für die Aktivitäten der Bewegung gewählt.
Auf der 16. Internationalen Rotkreuz-Konferenz in London im Jahr 1938 wurde beschlossen, den Geburtstag von Henry Dunant am 8. Mai alljährlich als Gedenk- und Feiertag der Internationalen Bewegung zu begehen. Seit 1984 trägt dieser Tag den Namen „Weltrotkreuz- und Rothalbmondtag“.
In Solferino befindet sich neben einem kleinen Museum, das sich hauptsächlich der Schlacht von Solferino und der Geschichte der Italienischen Befreiungskriege widmet, die Knochenkapelle Ossario di Solferino, in der die Schädel von 1.413 Gefallenen der Schlacht und Knochen von ca. 7.000 weiteren Opfern aufbewahrt sind, sowie das 1959 eingeweihte Denkmal des Roten Kreuzes. Im benachbarten Castiglione delle Stiviere wurde im gleichen Jahr das Internationale Museum des Roten Kreuzes eröffnet. Direkt neben dem Hauptsitz des IKRK in Genf ist das Internationale Rotkreuz- und Rothalbmondmuseum zu finden. Das Henry-Dunant-Museum in Heiden am Bodensee, das sich mit dem Leben und Wirken von Henry Dunant beschäftigt, wurde in dem Spital eingerichtet, in dem er die letzten 18 Jahre seines Lebens verbrachte.

### Aktivitäten und Organisation des IKRK

#### Mission und Aufgaben

Emblem des Komitees mit englischer Abkürzung

Die Mission des IKRK als unparteiische, neutrale und unabhängige Organisation ist der Schutz des Lebens und der Würde von Opfern von Kriegen und innerstaatlichen Konflikten sowie ihre Unterstützung. Es leitet und koordiniert die internationalen Hilfsaktivitäten der Rotkreuz- und Rothalbmond-Bewegung bei bewaffneten Konflikten und ist damit nach dem Abkommen von Sevilla das verantwortliche Organ (engl. Lead Agency) der Bewegung für entsprechende Situationen. Zu den durch die Genfer Konventionen sowie das Statut des Komitees definierten originären Aufgaben des IKRK gehören die Organisation und die Durchführung folgender Maßnahmen in Kriegs- und Krisensituationen:
- Überwachung der Einhaltung des humanitären Völkerrechts, insbesondere der Genfer Konventionen
- Pflege und Versorgung von Verwundeten
- Überwachung der Behandlung von Kriegsgefangenen sowie ihre Versorgung
- Familienzusammenführung sowie die Suche nach vermissten Personen (Suchdienst)
- Schutz und Versorgung der Zivilbevölkerung
- Vermittlung zwischen den Konfliktparteien

Im Jahr 2006 besuchten Delegierte des IKRK rund 478.000 Gefangene an etwa 2.600 Orten in 71 Ländern, davon wurden fast 25.400 Gefangene erstmals besucht und registriert. Etwa 300.000 Rotkreuz-Mitteilungen zwischen voneinander getrennten Familienmitgliedern wurden ausgetauscht. Für etwa 11.600 Menschen konnte erstmals der Verbleib ermittelt werden, für fast 1.100 Kinder gelang die Zusammenführung mit ihren Familien. Rund 2,6 Millionen Menschen erhielten durch das IKRK Hilfe in Form von Lebensmitteln, rund vier Millionen in Form von Zelten, Decken, Hygieneartikeln und ähnlichem Material, 15,9 Millionen in Form von Wasser und sanitären Anlagen und rund 2,4 Millionen in Form von Gesundheitsstationen und ähnlichen Einrichtungen. Rund 18.000 Angehörige von Militär-, Sicherheits- und Polizeieinheiten in mehr als 100 Ländern erhielten durch das IKRK in mehr als 300 Kursen Unterweisungen zum humanitären Völkerrecht.

#### Struktur und Organisation
Das IKRK hat seinen Hauptsitz in Genf und Niederlassungen in ca. 80 weiteren Ländern. Für die internationalen Aktivitäten des Komitees waren 2006 rund 12.500 Menschen weltweit im Einsatz, davon ca. 800 im Hauptquartier in Genf, ca. 1.500 sogenannte Expatriates, je zur Hälfte Delegierte zur Leitung internationaler Missionen sowie Spezialisten wie Ärzte, Ingenieure, Logistiker, Übersetzer und andere, und etwa 10.200 Mitglieder nationaler Gesellschaften vor Ort. Entgegen weit verbreiteten Annahmen ist das IKRK in Bezug auf seine Struktur und Organisationsform weder eine nichtstaatliche Organisation, noch, wie der Name vermuten ließe, eine internationale Organisation. Das Wort „international“ im Namen bezieht sich auf sein durch die weltweite Staatengemeinschaft in den Genfer Abkommen erteiltes Mandat und rührt aus der Begrifflichkeit „inter nationes“ (zwischen den Staaten) her. Die Genfer Abkommen sind damit die völkerrechtliche Grundlage und zusammen mit den Statuten des Komitees die rechtliche Basis für seine Aktivitäten. Es besitzt darüber hinaus durch Verträge mit einzelnen Staaten und internationalen Organisationen sowie durch nationale Gesetze in einzelnen Ländern weitergehende Rechte, Privilegien und Immunitätsschutz zur Durchführung seiner Aufgaben. Hinsichtlich der Rechtsgrundlagen für seine Existenz und Organisation ist das IKRK eine private Vereinigung nach Schweizer Vereinsrecht. Laut seinen Statuten setzt es sich aus 15 bis 25 Schweizer Staatsbürgern zusammen, die durch das Komitee selbst für die Dauer von jeweils vier Jahren kooptiert werden. Eine mehrfache Wiederwahl ist möglich, nach Ablauf von drei Perioden ist für jede zukünftige Wiederwahl eine Dreiviertelmehrheit aller Komitee-Mitglieder notwendig.
Die beiden wesentlichen Organe des IKRK sind das Direktorat (engl. Directorate) und die Versammlung (engl. Assembly). Das Direktorat ist das ausführende Organ des Komitees und besteht aus einem Generaldirektor und fünf Direktoren für die Bereiche „Operationen“, „Personal“, „Ressourcen und operative Unterstützung“, „Kommunikation“ sowie „Internationales Recht und Kooperation innerhalb der Bewegung“. Die Mitglieder des Direktorats werden von der Versammlung für vier Jahre ernannt. Die Versammlung, bestehend aus allen Mitgliedern des Komitees, tritt regelmäßig zusammen und ist für die Festlegung von Zielen, Richtlinien und Strategien, die Überwachung der Aktivitäten des Komitees und die Kontrolle des Haushalts zuständig. Ihr Präsident ist der für jeweils vier Jahre gewählte Präsident des Komitees. Ihm zur Seite stehen zwei Vizepräsidenten. Während einer der beiden Vizepräsidenten ebenfalls vier Jahre lang amtiert, ist die Amtszeit des zweiten nicht befristet, sondern endet mit dem Rücktritt vom Amt oder dem Ausscheiden aus dem Komitee. Die Versammlung wählt darüber hinaus einen aus fünf Mitgliedern bestehenden Versammlungsrat (engl. Assembly Council). Diesem werden von der Versammlung Entscheidungsbefugnisse in bestimmten Angelegenheiten übertragen. Darüber hinaus bereitet der Versammlungsrat die Zusammenkünfte der Versammlung vor und dient als Verbindungsorgan zwischen der Versammlung und dem Direktorat.
Bedingt durch die Lage Genfs im französischsprachigen Teil der Schweiz agiert das IKRK im Regelfall unter seinem französischen Namen Comité international de la Croix-Rouge bzw. dem sich daraus ergebenden Kürzel CICR. Als Symbol verwendet das IKRK das Rote Kreuz auf weißem Grund mit der im Kreis umlaufenden Beschriftung „COMITE INTERNATIONAL GENEVE“.

#### Finanzierung
Das Budget des IKRK wird zum größten Teil durch die Schweiz als Depositarstaat der Genfer Abkommen und deren Vertragsstaaten sowie die nationalen Rotkreuz- und Rothalbmond-Gesellschaften, und in kleinerem Umfang durch internationale Organisationen wie die Europäische Union und durch Spenden von Firmen, Vereinen und Privatpersonen aufgebracht. Alle diese Zahlungen erfolgen freiwillig auf der Grundlage von Spendenaufrufen getrennt für die Bereiche interne Betriebskosten und Hilfseinsätze (engl. Headquarters Appeal und Emergency Appeals). Diese Aufrufe werden vom IKRK jährlich an Repräsentanten möglicher Unterstützer übergeben. Die Finanzplanungen des IKRK gelten in diplomatischen Kreisen aufgrund ihrer Gründlichkeit als Frühwarnsystem für humanitäre Krisen.
Das geplante Gesamtbudget für das Jahr 2011 beläuft sich auf etwa 1,23 Milliarden Schweizer Franken, der höchste Stand in der Geschichte des Komitees. Es verteilt sich auf 1,05 Milliarden Schweizer Franken (85,1 Prozent) für Hilfseinsätze und 183,5 Millionen Schweizer Franken (14,9 Prozent) für interne Kosten. Der Anstieg im Vergleich zum Vorjahr beträgt ca. 11,6 Prozent bei den geplanten Ausgaben für Hilfseinsätze und 6,1 Prozent bei den voraussichtlichen internen Kosten. Mit einem prognostizierten Gesamtbedarf von 385,5 Millionen Schweizer Franken, rund 37 Prozent der geplanten Ausgaben für Hilfseinsätze, liegt der Schwerpunkt der Einsatztätigkeit wie in den Jahren zuvor in Afrika. Der Einsatz des IKRK in Afghanistan ist mit voraussichtlichen Kosten von 89,4 Millionen Schweizer Franken dessen umfangreichste Mission, gefolgt von den Einsätzen im Irak (85,8 Millionen Schweizer Franken) und im Sudan (82,8 Millionen Schweizer Franken).

### Aktivitäten und Organisation der Föderation

#### Mission und Aufgaben

Emblem der Föderation

Die Föderation koordiniert innerhalb der Rotkreuz- und Rothalbmond-Bewegung die Zusammenarbeit zwischen den nationalen Gesellschaften und unterstützt die Gründung und den Aufbau neuer nationaler Gesellschaften in Ländern, in denen noch keine entsprechende Gesellschaft existiert. Auf internationaler Ebene organisiert und leitet die Föderation insbesondere Hilfseinsätze in nichtkriegerischen Notsituationen, wie zum Beispiel nach Naturkatastrophen, technischen Unglücken, Epidemien, bei Massenfluchten und nach dem Ende eines bewaffneten Konflikts. Nach dem Abkommen von Sevilla ist die Föderation damit das verantwortliche Organ der Bewegung (engl. Lead Agency) für entsprechende Einsätze. Sie arbeitet dabei sowohl mit den nationalen Rotkreuz- und Rothalbmond-Gesellschaften der betroffenen Länder (engl. Operating National Societies, ONS) als auch nationalen Rotkreuz- und Rothalbmond-Gesellschaften anderer Länder (engl. Participating National Societies, PNS) zusammen. Von den derzeit 191 nationalen Gesellschaften, die entweder als Mitglieder oder als Beobachter (engl. Observer) der Generalversammlung der Föderation angehören, sind etwa 25 bis 30 regelmäßig als PNS in anderen Ländern im Einsatz. Zu den aktivsten nationalen Gesellschaften auf internationaler Ebene gehören unter anderem das Amerikanische Rote Kreuz, das Britische Rote Kreuz, das Deutsche Rote Kreuz und die nationalen Rotkreuz-Gesellschaften Schwedens und Norwegens. Die Föderation unterstützt außerdem das IKRK bei dessen Missionen. Ein aktueller Schwerpunkt der Arbeit der Föderation ist der Einsatz für ein Verbot von Landminen und die medizinische, psychologische und soziale Betreuung von Minenopfern.
Die Aufgaben der Föderation lassen sich demzufolge zu den folgenden Schwerpunkten zusammenfassen:
- Verbreitung humanitärer Prinzipien und Werte
- Reaktion auf Katastrophen und andere Notsituationen durch Hilfsmaßnahmen
- Katastrophenvorsorge durch Aus- und Weiterbildung von Hilfskräften sowie Bereitstellung und Verteilung von Hilfsgütern
- Gesundheitsvorsorge und sozialmedizinische Betreuung auf lokaler Ebene

#### Struktur und Organisation
Die Föderation hat ihren Hauptsitz ebenfalls in Genf und darüber hinaus 14 Regionalbüros in verschiedenen Regionen sowie etwa 350 Delegierte in mehr als 60 Ländern. Die verbindliche Rechtsgrundlage der Föderation hinsichtlich ihrer Ziele, ihrer Struktur, ihrer Finanzierung und ihrer Kooperation mit anderen Organisationen inklusive des IKRK ist ihre Verfassung. Ausführendes Organ der Föderation ist das Sekretariat unter Leitung des Generalsekretärs (engl. Secretary General). Dem Sekretariat sind vier Abteilungen (engl. divisions) für „Unterstützende Dienste“ (engl. Support Services), „Unterstützung der nationalen Gesellschaften und der Arbeit vor Ort“, (engl. National Society and Field Support), „Strategie und Kontakte“ (engl. Policy and Relations) und „Kooperation innerhalb der Bewegung“ (engl. Movement Cooperation) unterstellt. Der letztgenannten Abteilung obliegt dabei die Zusammenarbeit mit dem IKRK.
Das höchste Organ der Föderation ist die Generalversammlung (engl. General Assembly), die alle zwei Jahre zusammentritt und aus Delegierten aller nationalen Gesellschaften besteht. Darüber hinaus ernennt sie den Generalsekretär. Zwischen den Zusammenkünften der Generalversammlung ist der Verwaltungsrat (engl. Governing Board) das leitende Organ und verfügt als solches auch über Entscheidungsbefugnisse in bestimmten Angelegenheiten. Der Verwaltungsrat besteht aus dem Präsidenten und den Vizepräsidenten der Föderation, dem Vorsitzenden der Finanzkommission und gewählten Repräsentanten nationaler Gesellschaften. Ihm unterstellt sind vier weitere Kommissionen für „Gesundheits- und Gemeinschaftsdienste“, „Jugendarbeit“, „Katastrophenhilfe“ und „Entwicklung“.
Die Föderation verwendet für ihre Aktivitäten die Kombination aus rotem Kreuz (links) und rotem „Halbmond“ (rechts) auf weißem Grund (in der Regel umgeben von einem roten Rand) und ohne weitere Beschriftung als Kennzeichen.

#### Finanzierung
Die Föderation finanziert die regulären Kosten ihrer Tätigkeit durch Beitragszahlungen der ihr als Mitglieder angehörenden nationalen Gesellschaften sowie durch Erträge aus Investitionen und Finanzgeschäften. Die Höhe der Beitragszahlungen wird durch die Finanzkommission festgelegt und durch die Generalversammlung bestätigt. Weitere Einnahmen, insbesondere für unvorhergesehene Sonderausgaben, ergeben sich vor allem aus freiwilligen Zahlungen durch nationale Gesellschaften, Regierungen, andere Organisationen, Firmen der freien Wirtschaft und Einzelpersonen. Von der Föderation werden dazu je nach konkretem Bedarf, vor allem für sich kurzfristig ergebende Hilfseinsätze, Spendenaufrufe veröffentlicht.
Im Jahr 2009 erzielte die Föderation Einnahmen in Höhe von 36,0 Millionen Schweizer Franken aus Beitragszahlungen, 4,6 Millionen Schweizer Franken aus nicht zweckgebundenen Spenden, 14,2 Millionen Schweizer Franken aus Investitionen und Finanzgeschäften sowie rund 17,6 Millionen Schweizer Franken aus anderen Zahlungen. Hinzu kamen zweckgebundene Spenden aufgrund von Aufrufen in Höhe von 282,6 Millionen Schweizer Franken sowie 33,0 Millionen Schweizer Franken in Form von anderen zweckgebundenen Leistungen. Demgegenüber standen Ausgaben von insgesamt 475,6 Millionen Schweizer Franken. Der sich daraus ergebende Fehlbetrag wurde vollständig aus Rücklagen finanziert, deren Höhe im Jahr 2009 bei 442,6 Millionen Schweizer Franken lag, darunter 249,4 Millionen Schweizer Franken in Form von Barmitteln.

### Aktivitäten und Organisation der nationalen Gesellschaften

#### Mission und Aufgaben
Zu den originären, sich aus den Genfer Konventionen und den Statuten der Bewegung ergebenden Aufgaben einer nationalen Gesellschaft gehört die humanitäre Hilfeleistung im Fall von bewaffneten Konflikten und anderen Notsituationen von großem Ausmaß wie Naturkatastrophen, sowie die Verbreitung der Kenntnisse des humanitären Völkerrechts. Sowohl das IKRK als auch die Föderation kooperieren bei ihren jeweiligen Aktivitäten mit den nationalen Gesellschaften, insbesondere im Hinblick auf die personelle, materielle und finanzielle Ausstattung von Hilfseinsätzen.
Im Rahmen ihrer jeweiligen personellen, finanziellen und organisatorischen Möglichkeiten nehmen die meisten nationalen Gesellschaften darüber hinaus weitere humanitäre Aufgaben in ihrem Heimatland wahr. Viele Gesellschaften spielen beispielsweise in ihrem Heimatland eine wichtige Rolle im Blutspendewesen, im zivilen Rettungsdienst oder in den sozialen Diensten wie der Alten- und Krankenpflege. In diesen Ländern wirken die nationalen Rotkreuz- und Rothalbmond-Gesellschaften somit auch als Dienstleister im Gesundheitswesen und als Wohlfahrtsverbände.

#### Struktur und Organisation
Nationale Rotkreuz- und Rothalbmond-Gesellschaften existieren in fast allen Ländern der Welt. Sie nehmen dabei grundsätzlich in ihrem Heimatland die sich aus den Genfer Konventionen ergebenden Aufgaben, Rechte und Pflichten einer nationalen Gesellschaft wahr. Die Anerkennung einer Hilfsorganisation als nationale Gesellschaft im Sinne der Konventionen erfolgt durch das IKRK auf der Basis der Statuten der Bewegung und durch die Regierung des Heimatlandes. Artikel 4 dieser Statuten enthält dafür zehn Voraussetzungen für die Anerkennung durch das IKRK:
1. Die Organisation ist auf dem Territorium eines unabhängigen Staates, der die Genfer Konventionen unterzeichnet haben muss, tätig.
2. Die Organisation wird durch ein zentrales Organ geführt, das als alleiniges Entscheidungsgremium der Organisation und als Ansprechpartner für die Bewegung fungiert, und ist die einzige nationale Rotkreuz- oder Rothalbmond-Gesellschaft in ihrem Heimatland.
3. Die jeweilige Regierung hat die Organisation als freiwillige Hilfsgesellschaft im Sinne der Genfer Konventionen anerkannt.
4. Die Organisation ist rechtlich unabhängig und in der Lage, jederzeit in voller Übereinstimmung mit den Prinzipien der Bewegung zu handeln.
5. Die Organisation verwendet einen Namen und ein Symbol in Übereinstimmung mit den Genfer Konventionen und ihren Zusatzprotokollen.
6. Die Organisation ist so organisiert, dass sie jederzeit die in ihren eigenen Statuten festgelegten Aufgaben erfüllen kann, inklusive der sich aus den Genfer Konventionen ergebenden Verpflichtung zur Vorbereitung in Friedenszeiten auf humanitäre Hilfeleistung im Fall eines bewaffneten Konflikts.
7. Die Organisation ist auf dem gesamten Staatsgebiet ihres Heimatlandes aktiv.
8. Die Aufnahme ihrer freiwilligen Mitglieder erfolgt ohne jede Berücksichtigung von Rasse, Geschlecht, Klassenzugehörigkeit, Religion oder politischen Ansichten.
9. Die Organisation folgt den Statuten der Bewegung und ist bereit, mit allen Mitgliedern der Bewegung zu kooperieren.
10. Die Organisation respektiert die fundamentalen Grundsätze der Bewegung und arbeitet nach den Prinzipien des Internationalen Völkerrechts.

Nach der Anerkennung durch das IKRK erfolgt die Aufnahme in die Internationale Föderation der Rotkreuz- und Rothalbmond-Gesellschaften. Mit Stand vom November 2016 sind 190 nationale Gesellschaften als Vollmitglieder der Bewegung anerkannt. Die nationale Gesellschaften Eritreas hat derzeit Beobachter-Status in der Generalversammlung der Föderation. Als bisher letzte nationale Gesellschaften wurden die Rotkreuz-Gesellschaften von Tuvalu in die Föderation aufgenommen.
Trotz ihrer formalen Unabhängigkeit ist jede nationale Gesellschaft hinsichtlich ihrer Organisation und Tätigkeit an die Rechtslage in ihrem Heimatland gebunden. In vielen Ländern genießen die nationalen Gesellschaften aufgrund von Abkommen mit ihren Regierungen oder entsprechenden Gesetzen Sonderstatus in bestimmten Punkten, um die von der Bewegung geforderte volle Unabhängigkeit zu gewährleisten. Es hat jedoch im Laufe der Geschichte immer wieder Beispiele gegeben von nationalen Gesellschaften, die von staatlicher Seite institutionalisiert und insbesondere für militärische Zwecke instrumentalisiert wurden. Eine solche Einbindung in staatliche Strukturen und Aktivitäten steht jedoch im Widerspruch zu den Prinzipien der Unabhängigkeit und Neutralität.

#### Finanzierung
Die nationalen Rotkreuz- und Rothalbmond-Gesellschaften finanzieren ihre Tätigkeit vorwiegend durch staatliche Zuschüsse der Regierungen und Behörden ihrer jeweiligen Heimatländer, durch Spenden von Privatpersonen, Firmen und anderen Institutionen sowie durch Einnahmen aus wirtschaftlicher Betätigung, insbesondere der Erbringung von Dienstleistungen im Gesundheitssektor und im sozialen Bereich. Je nach Rechtslage sind sie in der Regel als gemeinnützig tätige Organisation anerkannt.

## Symbole

Mitglieder der IFRC:
Rotkreuz-Gesellschaft
Rothalbmond-Gesellschaft
Magen David Adom (international mit Rotem Kristall)
Nichtmitglieder der IFRC:
Rotkreuz-Gesellschaft
Rothalbmond-Gesellschaft

### Unterscheidung zwischen Schutzzeichen und Kennzeichen
Die im Folgenden beschriebenen Symbole besitzen eine doppelte Funktion. Zum einen dienen sie in bestimmten Situationen als Schutzzeichen im Sinne der Genfer Abkommen (Rotes Kreuz, Roter Halbmond, Roter Löwe mit roter Sonne, Roter Kristall), zum anderen als Kennzeichen von Organisationen, die zur Rotkreuz- und Rothalbmond-Bewegung gehören.
Als Schutzzeichen dienen sie der Markierung von Personen und Objekten (Gebäuden, Fahrzeugen etc.), die im Fall eines bewaffneten Konflikts zur Umsetzung der in den Genfer Abkommen vereinbarten Schutzregelungen und Hilfsmaßnahmen im Einsatz sind. Diese Verwendung wird als „protektiv“ (engl. protective use) bezeichnet. Als Schutzzeichen dürfen diese Symbole insbesondere auch von entsprechenden Organisationen und Einrichtungen, die nicht Teil der Rotkreuz- und Rothalbmond-Bewegung sind, genutzt werden, wie zum Beispiel den militärischen Sanitätsdiensten oder zivilen Krankenhäusern. Sie sind bei protektiver Verwendung möglichst weithin sichtbar, beispielsweise durch Fahnen, und ohne Zusätze zu verwenden.
Bei einer Verwendung als Kennzeichen zeigen diese Symbole an, dass die betreffenden Personen oder Einrichtungen Teil einer bestimmten Rotkreuz- oder Rothalbmond-Organisation wie des IKRK, der Föderation oder einer nationalen Gesellschaft sind. Eine solche Nutzung wird als „indikativ“ (engl. indicative use) bezeichnet. Die Symbole sollen in diesem Fall kleiner und mit einem entsprechenden Zusatz wie zum Beispiel „Deutsches Rotes Kreuz“ verwendet werden.
Die missbräuchliche Verwendung der Zeichen des Roten Kreuzes ist in vielen Ländern durch nationale Regelungen verboten, so etwa in Deutschland durch § 125 des Gesetzes über Ordnungswidrigkeiten und durch das DRK-Gesetz, in der Schweiz durch das Bundesgesetz betreffend den Schutz des Zeichens und des Namens des Roten Kreuzes (SR 232.22) oder in Österreich durch das Rotkreuzgesetz.

### Rotes Kreuz auf weißem Grund

Rotes Kreuz

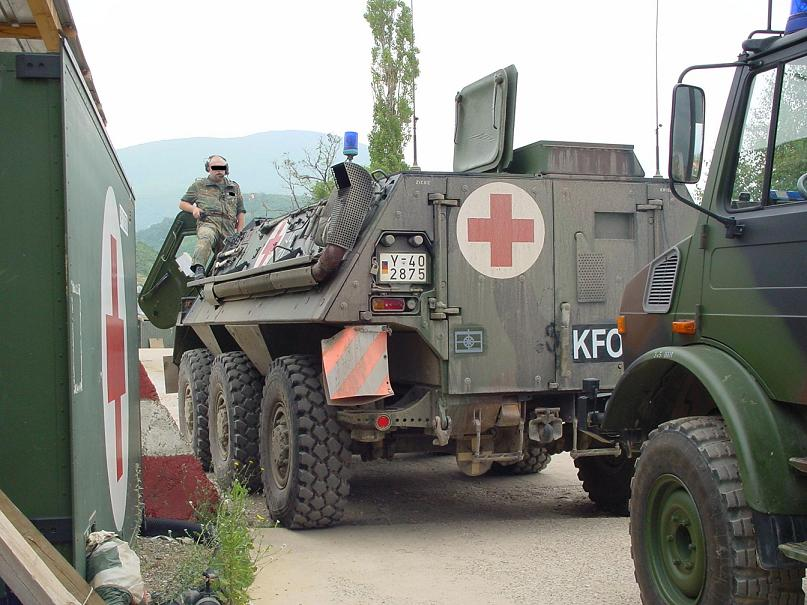
Schutzzeichen an einem TPz Fuchs während KFOR

Als ursprüngliches Schutz- und Kennzeichen wurde das Rote Kreuz auf weißem Grund bestimmt. Es handelt sich dabei um die farbliche Umkehrung der Schweizer Flagge, mit den gleichen Proportionen: die Kreuzschenkel sind sechs Teile breit und sieben Teile lang (6:7). Es wird angenommen, dass dies zu Ehren des Rotkreuz-Gründers Henry Dunant und seines Heimatlandes erfolgte. Die Idee für ein einheitliches Schutzzeichen sowie für seine Gestaltung geht zurück auf die Gründungsmitglieder des Internationalen Komitees Louis Appia und General Guillaume-Henri Dufour. Für die weiße Grundfarbe griff Dufour auf die militärische Tradition zurück, nach der das Tragen oder Hissen einer weißen Fahne anzeigte, dass die Träger sich nicht der kämpfenden Truppe zurechneten. Manchmal wird angenommen, Henry Dunant selbst könnte bei der Schlacht von Solferino oder anderswo in Italien den Einsatz von Mitgliedern des Krankenpflegeordens der Kamillianer beobachtet und ihr auffälliges Ordensemblem (ein aufgenähtes rotes Stoffkreuz auf der schwarzen Priestersoutane) könnte die Wahl des Schutzsymbols der internationalen Rot-Kreuz-Bewegung beeinflusst haben. Der Ordensgründer Kamillus von Lellis hatte dieses Emblem im 16. Jahrhundert bewusst ausgewählt, um durch ein auffallendes Zeichen als Helfer für die Pestkranken erkannt zu werden.
Als Schutzzeichen wird das Rote Kreuz in Artikel 7 der Genfer Konvention von 1864 bzw. Artikel 38 des I. Genfer Abkommens (vom 12. August 1949) „zur Verbesserung des Loses der Verwundeten und Kranken der Streitkräfte im Felde“ beschrieben. Bei der Gestaltung des Kreuzes als Kennzeichen wird in der Regel aus praktischen Gründen ein aus fünf Quadraten zusammengesetztes Kreuz verwendet. Dies ist jedoch nur eine Rotkreuz-interne Vereinbarung, offiziell ist – für die Verwendung als Schutzzeichen – jedes rote Kreuz auf weißem Grund anzuerkennen, unabhängig von Formvorschriften. Von den 190 anerkannten nationalen Gesellschaften verwenden derzeit 152 das rote Kreuz als Kennzeichen, darüber hinaus die nationale Gesellschaft von Tuvalu, die ihre Anerkennung beantragt hat.

### Roter Halbmond

Roter Halbmond

Im Russisch-Osmanischen Krieg (1876–1878) benutzte das Osmanische Reich anstelle des Roten Kreuzes den Roten Halbmond, da die osmanische Regierung der Meinung war, dass das Rote Kreuz das religiöse Empfinden ihrer Soldaten verletzen würde. 1877 verpflichtete sich Russland auf Anfrage des IKRK, die Unantastbarkeit aller mit dem Roten Halbmond versehenen Personen und Einrichtungen anzuerkennen, woraufhin die osmanische Regierung im gleichen Jahr die volle Anerkennung des Roten Kreuzes bekannt gab. Nach dieser De-facto-Gleichstellung des Roten Halbmondes mit dem Roten Kreuz erklärte das Internationale Komitee im Jahr 1878, dass prinzipiell die Möglichkeit bestände, für nichtchristliche Staaten ein weiteres Schutzzeichen in die Bestimmungen der Genfer Konvention aufzunehmen, da Grundsätze der Menschlichkeit Vorrang haben müssten vor religiösen Überzeugungen. Formal wurde der Rote Halbmond im Jahr 1929 durch eine diplomatische Konferenz der Unterzeichnerstaaten der Genfer Konventionen als gleichberechtigtes Schutzzeichen anerkannt (Artikel 19 der I. Genfer Konvention in der Fassung von 1929) und damals durch Ägypten sowie die neu gegründete Republik Türkei als solches genutzt. Seit der offiziellen Anerkennung nutzen die nationalen Gesellschaften fast aller islamisch geprägten Länder seit ihrer jeweiligen Gründung den Roten Halbmond als Schutz- und Kennzeichen. Die nationalen Gesellschaften einiger Länder, wie zum Beispiel Pakistan (1974), Malaysia (1975) und Bangladesch (1989), wechselten hinsichtlich ihres Namens und des Zeichens vom Roten Kreuz zum Roten Halbmond. Der Rote Halbmond wird derzeit von 33 der 186 anerkannten nationalen Gesellschaften als Kennzeichen verwendet.

### Roter Löwe mit roter Sonne

Roter Löwe mit roter Sonne

Der Iran und seine entsprechende Hilfsgesellschaft, die iranische Gesellschaft vom Roten Löwen mit Roter Sonne, verwendete von 1924 bis 1980 einen roten Löwen mit roter Sonne in Anlehnung an die alte Flagge und das alte Wappen Irans. Die formale Anerkennung als Schutzzeichen erfolgte 1929 gemeinsam mit dem roten Halbmond durch die Überarbeitung der Genfer Konventionen. Trotz des Wechsels zum roten Halbmond im Jahr 1980 behält sich Iran weiterhin ausdrücklich das Recht zur Verwendung des Roten Löwen mit roter Sonne vor, der deshalb weiterhin den Status eines offiziell anerkannten Schutzzeichens besitzt.

### Roter Kristall: das Zeichen des dritten Zusatzprotokolls

Das Zeichen des dritten Zusatzprotokolls, auch „Roter Kristall“ genannt

Internationales Symbol: Der rote Schild Davids innerhalb des Roten Kristalls

Nationales Emblem des israelischen Magen David Adom (Roter Schild Davids)

Bereits im Jahr 2000 gab es nach einer über mehrere Jahre geführten Diskussion erstmals einen Versuch, ein weiteres Zeichen neben dem Roten Kreuz und dem Roten Halbmond einzuführen. Hintergrund war die Debatte um die Anerkennung der israelischen Gesellschaft Magen David Adom (MDA) mit ihrem Roten Davidstern, die zahlreiche islamische Staaten seit Jahrzehnten blockierten. Weitere Versuche zur Einführung neuer Schutzzeichen bzw. gesonderter Regelungen waren beispielsweise Anträge der nationalen Gesellschaften Thailands (1899 und 1906) für eine Kombination aus Rotem Kreuz und einer Roten Flamme (in Anlehnung an buddhistische Symbolik), Afghanistans (1935) nach Anerkennung eines Roten Torbogens (Mehrab-e-Ahmar) in Anlehnung an seine damalige Landesflagge, sowie Sri Lankas (1957) und Indiens (1977) nach Verwendung einer roten Swastika. Die nationalen Gesellschaften Kasachstans (derzeit Roter Halbmond) und Eritreas (derzeit Rotes Kreuz) streben darüber hinaus an, eine Kombination aus Rotem Kreuz und Rotem Halbmond verwenden zu dürfen, ähnlich der Kombination aus beiden Symbolen, die von der Allianz der Rotkreuz- und Rothalbmond-Gesellschaften der Sowjetunion bis zu ihrer Auflösung verwendet wurde. Die nationale Gesellschaft Eritreas hat zurzeit nur Beobachter-Status in der Generalversammlung der Föderation.
Für Änderungen und Ergänzungen bezüglich der Schutzzeichen und damit der Genfer Konventionen ist eine diplomatische Konferenz unter Teilnahme aller 192 Unterzeichnerstaaten notwendig. Die für das Jahr 2000 geplante Konferenz wurde jedoch aufgrund des Beginns der Zweiten Intifada in den palästinensischen Gebieten abgesagt. Fünf Jahre später lud die Regierung der Schweiz erneut zu einer solchen Konferenz ein. Diese sollte ursprünglich am 5. und 6. Dezember 2005 stattfinden, wurde dann jedoch bis zum 7. Dezember verlängert. Nachdem Magen David Adom im Vorfeld der Konferenz ein Abkommen mit dem Palästinensischen Roten Halbmond geschlossen hatte, das die Zuständigkeiten und die Zusammenarbeit bei Einsätzen in den palästinensischen Gebieten regelte, forderte Syrien ein ähnliches Abkommen für den Zugang seiner Rothalbmond-Gesellschaft zu den Golanhöhen. Entsprechende Verhandlungen mit MDA führten jedoch trotz Kompromissangeboten des IKRK an Syrien zu keinem einvernehmlichen Ergebnis. In der Folge wurde das dritte Zusatzprotokoll zu den Genfer Konventionen, das die Einführung des neuen Schutzzeichens regelt, nicht wie bisher üblich im Konsens beschlossen. In einer Abstimmung stimmten von den anwesenden Staaten 98 dem Protokoll zu, 27 lehnten es ab und zehn enthielten sich ihrer Stimme. Da die notwendige Zweidrittelmehrheit damit erreicht wurde, ist das Protokoll angenommen.
Das damit neu eingeführte Symbol ist ein auf einer Spitze stehendes rotes Quadrat, in das bei einer Verwendung als Kennzeichen einer nationalen Gesellschaft zusätzlich eines der anderen Embleme oder eine Kombination aus diesen eingefügt werden kann. Die offizielle Bezeichnung ist „Zeichen des dritten Zusatzprotokolls“. Für den umgangssprachlichen Gebrauch wird vom IKRK und der Föderation im Gegensatz zu früheren Vorschlägen wie „Rote Raute“ (engl. Red Lozenge) oder „Roter Diamant“ (engl. Red Diamond) die Bezeichnung „Roter Kristall“ favorisiert, da die Abkürzung „RC“ für dessen englische Übersetzung Red Crystal identisch ist mit den Abkürzungen für Red Cross (Rotes Kreuz) und Red Crescent (Roter Halbmond). Gleiches gilt für die Abkürzung „CR“ der französischen Begriffe Croix Rouge (Rotes Kreuz), Croissant Rouge (Roter Halbmond) und Cristal Rouge (Roter Kristall).
Während der 29. Internationalen Rotkreuz- und Rothalbmond-Konferenz in Genf stimmten am 21. Juni 2006 von den anwesenden 178 Delegationen nationaler Gesellschaften und 148 Delegationen von Vertragsparteien der Genfer Konventionen insgesamt 237 einer Änderung der Statuten der Bewegung zur Aufnahme des Roten Kristalls zu. 54 Delegationen votierten dagegen, 18 enthielten sich der Stimme. Die für die Änderung notwendige Zweidrittelmehrheit wurde damit klar erreicht. Das IKRK beschloss auf der Grundlage dieser Entscheidung, Magen David Adom und den Palästinensischen Roten Halbmond als nationale Gesellschaften anzuerkennen. Infolgedessen wurden beide Gesellschaften als Vollmitglieder in die Föderation aufgenommen.

### Roter Davidstern
Die nationale Gesellschaft Israels, Magen David Adom (MDA), verwendete seit ihrer Gründung 1930 den Roten Davidstern als Emblem. Nach der Gründung des MDA wurden entsprechende Bemühungen von Seiten der Organisation, das Symbol den anerkannten Schutzzeichen der Genfer Konventionen gleichzustellen, vom IKRK aufgrund von Befürchtungen einer unpraktikablen Verbreitung neuer Kennzeichen abgelehnt. Ein Antrag Israels, den Roten Davidstern als zusätzliches Schutzzeichen in die Genfer Konventionen aufnehmen zu lassen, wurde bei der Neufassung der Abkommen im Jahr 1949 mit 21 Nein-, 10 Ja-Stimmen und 8 Stimmenthaltungen abgelehnt. Konsequenterweise unterzeichnete Israel die vier Genfer Konventionen von 1949 unter gleichzeitiger Anerkennung der bisherigen Schutzzeichen nur unter dem Vorbehalt, dass es selbst den roten Davidstern als Schutzzeichen gebrauche.
Da die Statuten der Internationalen Rotkreuz- und Rothalbmond-Bewegung jedoch die Verwendung eines anerkannten Schutzzeichens als eine Bedingung für die Anerkennung einer nationalen Gesellschaft enthalten, war Magen David Adom bis zur Verabschiedung des dritten Zusatzprotokolls die Vollmitgliedschaft in der Bewegung verwehrt. Die Organisation hat sich bereit erklärt, bei Auslandseinsätzen den Roten Kristall zu verwenden, je nach Situation mit oder ohne Davidstern innerhalb des Kristalls. Die Regeln des dritten Zusatzprotokolls ermöglichen es Magen David Adom, innerhalb der Grenzen Israels weiterhin den Roten Davidstern zu nutzen.

### Nicht anerkannte Kennzeichen nationaler Gesellschaften
Neben den bereits erwähnten Symbolen wurde im Laufe der Rotkreuzgeschichte eine Vielzahl von Zeichen für Nationale Gesellschaften vorgeschlagen:
- Afghanistan: Hilfsgesellschaft Mahrab-e-Ahmar (Roter Torbogen)
- Zypern: Rotkreuz- und Rothalbmond-Gesellschaft
- Indien: rotes Wagenrad; analog zum Rad in der Nationalflagge Indiens
- Japan: Hilfsgesellschaft Hakuaisha, roter Punkt und Strich übereinander
- Libanon: rote Zeder; analog zur heutigen Libanon-Zeder in der Nationalflagge des Libanon
- Sudan: rotes Nashorn
- Sri Lanka: Gesellschaft des Shramadana: Rote Swastika (Vorschlag 1957); roter Löwe, der ein Schwert trägt (1965 vorgeschlagen)
- Syrien: rotes Palmblatt
- Thailand: Sabha Unalome Deng; Gesellschaft der roten Flamme (1899 und 1906) beantragt
- Sowjetunion: Allianz der Rotkreuz- und Rothalbmond-Gesellschaften
- Zaire: Gesellschaft vom roten Lamm von Zentralkongo.

Alle angegebenen Gesellschaften haben sich später den Anerkennungsbedingungen des Roten Kreuzes unterworfen und eines der völkerrechtlich anerkannten Schutzzeichen als Kennzeichen gewählt.

### Einheitliches Symbol für die gesamte Bewegung
Im April 2016 teilte das IKRK mit, dass ein einheitliches Logo für die gesamte Rotkreuz-Bewegung entwickelt wurde. Es handelt sich dabei um die beiden Schutzzeichen Rotes Kreuz und Roter Halbmond umgeben von einem Dreiviertelkreis mit der Beschriftung „INTERNATIONALE BEWEGUNG“ (englisch INTERNATIONAL MOVEMENT). Weitere Beschriftungen in den Sprachen der Bewegung (arabisch, chinesisch, französisch, russisch und spanisch) wurden ebenfalls verabschiedet. Dieses einheitliche Logo soll bei gemeinsamen Aufrufen o. ä. von IKRK, Föderation und Nationalen Gesellschaften, zum Beispiel bei Spendenaufrufen für humanitäre Krisen, Kampagnen oder globalem Interesse verwendet werden.

## Postkoloniale Kritik
In einem Aufsatz erinnerte Albert Wirz im Jahr 1998 daran, dass die Gründer des Roten Kreuzes keinen Widerspruch zwischen Philanthropie und Kolonialismus sahen. Im Gegenteil, beide Phänomene waren Teil desselben christlichen und bürgerlichen Glaubens an Fortschritt und Sozialdisziplin. Die von den Gründern gesammelten Erfahrungen wurden zu einem universellen Gesetz. So wirkte Gustave Moynier, der Gründungspräsident des IKRK, zunächst als Sozialreformer in Genf und dann als militanter Propagandist des kolonialen Abenteuers in Äquatorialafrika. In dieser Perspektive bezog er sich auf die „bürgerliche Dreifaltigkeit“ von Zivilisation, Handel und christlichem Kolonialismus. Der Kolonialismus stellte in Moyniers Augen einen philanthropischen Akt dar, der der Verbreitung des Gedankenguts des Roten Kreuzes ähnelte. 60 Jahre nach Moyniers Tod erkannten die Verantwortlichen des IKRK an, dass die Idee der Achtung des Menschen und der uneigennützigen Hilfe für die Leidenden – die wichtigsten Grundlagen des Roten Kreuzes – nicht ausschließlich eine christliche Wahrheit, sondern Teil des universellen kulturellen Erbes der Menschheit ist.

### Deutschsprachige Bücher
- Jean-Claude Favez: Das Internationale Rote Kreuz und das Dritte Reich: War der Holocaust aufzuhalten? Verlag Neue Zürcher Zeitung, Zürich 1989, ISBN 3-85823-196-7 (und Bertelsmann, München 1989, ISBN 3-570-09324-7).
- Jean Pictet: Die Grundsätze des Roten Kreuzes. Ein Kommentar. Institut Henry-Dunant, Genf/Bonn 1990.
- Hans Haug, Hans-Peter Gasser, Francoise Perret, Jean-Pierre Robert-Tissot: Menschlichkeit für alle. Die Weltbewegung des Roten Kreuzes und des Roten Halbmonds. 3. Auflage. Haupt Verlag, Bern 1995, ISBN 3-258-05038-4.
- Henry Dunant: Eine Erinnerung an Solferino. Eigenverlag des Österreichischen Roten Kreuzes, Wien 1997, ISBN 3-9500801-0-4.
- Roger Mayou (Hrsg.): Cornelia Kerkhoff (deutsche Übersetzung): Internationales Rotkreuz- und Rothalbmondmuseum. Eigenverlag des Museums, Genf 2000, ISBN 2-88336-009-X.
- Hans Magnus Enzensberger: Krieger ohne Waffen. Das Internationale Komitee vom Roten Kreuz. Eichborn Verlag, Frankfurt am Main 2001, Reihe Die Andere Bibliothek, ISBN 3-8218-4500-7.
- Dieter Riesenberger: Für Humanität in Krieg und Frieden. Das Internationale Rote Kreuz 1863–1977. Vandenhoeck & Ruprecht, Göttingen 2001, ISBN 3-525-01348-5.
- Gerald Steinacher: Hakenkreuz und Rotes Kreuz. Eine humanitäre Organisation zwischen Holocaust und Flüchtlingsproblematik. StudienVerlag, Innsbruck-Wien-Bozen 2013, ISBN 978-3-7065-4762-8.
- Robert Dempfer: Das Rote Kreuz: Von Helden im Rampenlicht und diskreten Helfern. Deuticke, Wien 2009, ISBN 978-3-552-06092-0.
- Daniel-Erasmus Khan: Das Rote Kreuz: Geschichte einer humanitären Weltbewegung. Verlag Beck, München 2013, ISBN 978-3-406-64712-3.
- Thomas Brückner: Hilfe schenken. Die Beziehungen zwischen dem IKRK und der Schweiz 1919–1939. Verlag Neue Zürcher Zeitung, Zürich 2017, ISBN 978-3-03810-194-9.

### Englischsprachige Bücher
- David P. Forsythe: Humanitarian Politics: The International Committee of the Red Cross. Johns Hopkins University Press, Baltimore 1978, ISBN 0-8018-1983-0.
- Georges Willemin, Roger Heacock: International Organization and the Evolution of World Society. Volume 2: The International Committee of the Red Cross. Martinus Nijhoff Publishers, Boston 1984, ISBN 90-247-3064-3.
- Pierre Boissier: History of the International Committee of the Red Cross. Volume I: From Solferino to Tsushima. Henry-Dunant-Institut, Genf 1985, ISBN 2-88044-012-2.
- André Durand: History of the International Committee of the Red Cross. Volume II: From Sarajevo to Hiroshima. Henry-Dunant-Institut, Genf 1984, ISBN 2-88044-009-2.
- International Committee of the Red Cross: Handbook of the International Red Cross and Red Crescent Movement. 13. Auflage. IKRK, Genf 1994, ISBN 2-88145-074-1.
- John F. Hutchinson: Champions of Charity: War and the Rise of the Red Cross. Westview Press, Boulder 1997, ISBN 0-8133-3367-9.
- Caroline Moorehead: Dunant’s dream: War, Switzerland and the history of the Red Cross. HarperCollins, London 1998, ISBN 0-00-255141-1 (gebundene Ausgabe); HarperCollins, London 1999, ISBN 0-00-638883-3 (Taschenbuch-Ausgabe).
- François Bugnion: The International Committee of the Red Cross and the protection of war victims. IKRK und Macmillan (Ref. 0503), Genf 2003, ISBN 0-333-74771-2.
- Angela Bennett: The Geneva Convention: The Hidden Origins of the Red Cross. Sutton Publishing, Gloucestershire 2005, ISBN 0-7509-4147-2.
- David P. Forsythe: The Humanitarians. The International Committee of the Red Cross. Cambridge University Press, Cambridge 2005, ISBN 0-521-61281-0.
- International Committee of the Red Cross: Study on the use of the emblems – Operational and commercial and other non-operational issues. ICRC (Ref. 4057), Genf 2011, ISBN 978-2-940396-21-4, icrc.org (PDF; 3,3 MB).

### Französischsprachige Bücher
- Catherine Rey-Schyrr: Histoire du Comité International de la Croix-Rouge 1945–1955. De Yalta à Dien Bien Phu. Georg Editeur S.A./ IKRK, Genf 2007, ISBN 978-2-8257-0933-7.

### Artikel
- François Bugnion: The emblem of the Red Cross: a brief history. ICRC (Ref. 0316), Genf 1977.
- François Bugnion: From the end of the Second World War to the dawn of the third millennium: the activities of the International Committee of the Red Cross during the Cold War and its aftermath: 1945–1995. In: International Review of the Red Cross. 305/1995. ICRC, S. 207–224, ISSN 1560-7755
- Wolfgang U. Eckart: Rotes Kreuz. In: Werner E. Gerabek, Bernhard D. Haage, Gundolf Keil, Wolfgang Wegner (Hrsg.): Enzyklopädie Medizingeschichte. De Gruyter, Berlin / New York 2005, ISBN 3-11-015714-4, S. 1266–1270.
- Jean-Philippe Lavoyer, Louis Maresca: The Role of the ICRC in the Development of International Humanitarian Law. In: International Negotiation. 4(3)/1999. Brill Academic Publishers, S. 503–527, ISSN 1382-340X
- Neville Wylie: The Sound of Silence: The History of the International Committee of the Red Cross as Past and Present. In: Diplomacy and Statecraft. 13(4)/2002. Routledge/Taylor & Francis, S. 186–204, ISSN 0959-2296
- David P. Forsythe: The International Committee of the Red Cross and International Humanitarian Law. In: Humanitäres Völkerrecht – Informationsschriften. 2/2003, DRK-Generalsekretariat und Institut für Friedenssicherungsrecht und Humanitäres Völkerrecht, S. 64–77, ISSN 0937-5414
- Jakob Kellenberger: Reden und Schweigen in der humanitären Tätigkeit. In: Humanitäres Völkerrecht – Informationsschriften. 1/2005, DRK-Generalsekretariat und Institut für Friedenssicherungsrecht und Humanitäres Völkerrecht, S. 42–49, ISSN 0937-5414
- François Bugnion: Towards a comprehensive Solution to the Question of the Emblem. Revised fourth edition. ICRC (Ref. 0778), Genf 2006.
- Sven Peterke: The special status of the International Federation of Red Cross and Red Crescent Societies (IFRC) in public international law. In: Humanitäres Völkerrecht – Informationsschriften. 19/2006. DRK-Generalsekretariat und Institut für Friedenssicherungsrecht und Humanitäres Völkerrecht, S. 268–274, ISSN 0937-5414